# Eishockey-Weltmeisterschaft der Herren 2011
Die 75. Eishockey-Weltmeisterschaften der Herren der Internationalen Eishockey-Föderation IIHF waren die Eishockey-Weltmeisterschaften des Jahres 2011. Insgesamt nahmen zwischen dem 4. April und 15. Mai 2011 43 Nationalmannschaften an den sechs Turnieren der Top-Division sowie der Divisionen I bis III teil.
Der Weltmeister wurde zum zweiten Mal nach 1995 die Mannschaft Finnlands, die im Finale Schweden mit 6:1 bezwang. Die deutsche Mannschaft erreichte – nach dem Einzug ins Halbfinale der Vorjahres-WM – erneut das Viertelfinale und bestätigte mit dem siebten Platz nahezu die Leistung des Vorjahres, die Schweiz belegte den neunten Platz in der Top-Division und verpasste damit den Einzug ins Viertelfinale. Österreich wurde Vorletzter in der Top-Division und stieg somit direkt wieder in die Gruppe A der Division I ab.

## Teilnehmer, Austragungsorte und -zeiträume
- Top-Division: 29. April bis 15. Mai 2011 in Bratislava und Košice, Slowakei
Teilnehmer:  Belarus,  Dänemark,  Deutschland,  Finnland,  Frankreich,  Kanada,  Lettland,  Norwegen,  Österreich (Aufsteiger),  Russland,  Schweden,  Schweiz,  Slowakei,  Slowenien (Aufsteiger),  Tschechien (Titelverteidiger),  USA
- Division I
  - Gruppe A: 17. bis 23. April 2011 in Budapest, Ungarn
Teilnehmer:  Italien (Absteiger),  Niederlande,  Spanien (Aufsteiger),  Südkorea,  Ungarn
  - Gruppe B: 17. bis 23. April 2011 in Kiew, Ukraine
Teilnehmer:  Estland (Aufsteiger),  Großbritannien,  Kasachstan (Absteiger),  Litauen,  Polen,  Ukraine
- Division II
  - Gruppe A: 4. bis 10. April 2011 in Melbourne, Australien
Teilnehmer:  Australien,  Belgien,  Mexiko,  Neuseeland,  Serbien (Absteiger)
  - Gruppe B: 10. bis 16. April 2011 in Zagreb, Kroatien
Teilnehmer:  Bulgarien,  Volksrepublik China,  Irland (Aufsteiger),  Island,  Kroatien (Absteiger),  Rumänien
- Division III: 11. bis 17. April 2011 in Kapstadt, Südafrika
Teilnehmer:  Griechenland,  Israel (Absteiger),  Luxemburg,  Südafrika,  Türkei (Absteiger)

 Japan sagte seine Teilnahme in der Gruppe A der Division I aufgrund des Tōhoku-Erdbebens und dessen unmittelbarer Folgen ab. Die Mannschaft genoss daher Immunität und konnte nicht absteigen.  Nordkorea verzichtete als letztjähriger Aufsteiger aus der Division III aus finanziellen Gründen auf eine Teilnahme an der Gruppe A der Division II. Sämtliche Spiele wurden mit drei Punkten und 5:0 Toren für den jeweiligen Gegner gewertet. Das Team stieg somit automatisch zurück in die Division III ab. Die  Mongolei zog ihre Mannschaft aufgrund finanzieller Schwierigkeiten und fehlender Ausrüstung vom Turnier der Division III zurück. Die Spiele wurden ebenso mit drei Punkten und 5:0 Toren für den jeweiligen Gegner gewertet.
Die letztjährigen Teilnehmer  Vereinigte Arabische Emirate und  Armenien meldeten keine Mannschaft für die diesjährige Weltmeisterschaft.

## Top-Division
Die Weltmeisterschaft der Top-Division fand vom 29. April bis zum 15. Mai 2011 in den slowakischen Städten Bratislava und Košice statt. Gespielt wurde in der Orange Arena (10.110 Plätze) in Bratislava sowie der Steel Aréna in Košice mit 8.378 Plätzen.

### Vergabe
Für die Austragung der Weltmeisterschaft des Jahres 2011 hatten sich vier Nationen beworben – die Slowakei, Schweden, Ungarn und Finnland.
| Bewerber | Stimmen | Anteil (in %) |
| -------- | ------- | ------------- |
| Slowakei | 70      | 67,3          |
| Schweden | 20      | 19,2          |
| Ungarn   | 14      | 13,5          |
| Finnland | –       | –             |

Das Turnier 2011 war von der Internationalen Eishockey-Föderation IIHF auf ihrem Jahreskongress am 19. Mai 2006 in der lettischen Hauptstadt Riga vergeben worden. Die slowakische Bewerbung setzte sich mit 70 Stimmen gegen Schweden (20) und Ungarn (14) durch. Finnland hatte vor der Abstimmung die Bewerbung zurückgezogen. Die Slowaken übertraf somit bereits im ersten Wahlgang die erforderliche Mehrheit von 50 Prozent deutlich.
Die Slowakei, Weltmeister von 2002, war zum ersten Mal seit der staatlichen Selbständigkeit Gastgeber der Titelkämpfe. Die Spielorte waren Bratislava und Košice. Bratislava war vor der Spaltung der Tschechoslowakei gemeinsam mit Prag zuletzt 1992 Austragungsort.
Zur Unterstützung der slowakischen Bewerbung war eigens der slowakische Ministerpräsident Ivan Gašparovič zum Kongress in Riga angereist.

### Werbung

#### Offizieller Song
Der Offizielle Weltmeisterschafts-Song Life is a Game (deutsch „Das Leben ist ein Spiel“) der slowakischen Sängerin Kristina wurde am 18. März 2011 veröffentlicht.

#### Maskottchen
Goooly, ein anthropomorpher Grauwolf, ist das offizielle Maskottchen des Turniers. Igor Nemeček, der Generaldirektor des WM-Turniers, begründete die Auswahl folgendermaßen: „Wölfe sind typisch für die Slowakei, da sie an unsere Wälder und Landschaft erinnern.“ In einem national ausgeschriebenen Wettbewerb des Radiosenders Radio Expres und des slowakischen Eishockeyverbandes Slovenský zväz Ľadového hokeja waren über 14.000 Vorschläge für den Namen des Maskottchens gesammelt worden.

#### Motto
Vitajte v Hokejovej republike. (Willkommen in der Eishockey-Republik).
My sme tu doma. (Wir sind hier Zuhause)

#### Schirmherrschaft
Die Schirmherrschaft der Weltmeisterschaft in der Slowakei wurde von den slowakischen Eishockeyspielern Peter Bondra, Zdeno Chára, Marián Gáborík, Ľubomír Višňovský, Pavol Demitra, Jozef Stümpel, Marián Hossa und Miroslav Šatan sowie dem slowakischen Ministerpräsidenten Ivan Gašparovič übernommen.

### Teilnehmer
Am Turnier nahmen die besten 14 Mannschaften der Vorjahres-Weltmeisterschaft sowie die Sieger der beiden Turniere der Division I des Vorjahres teil:
| 14 aus Europa     | Belarus                                   | Dänemark                                  | Deutschland                   | Finnland                                   |
| 14 aus Europa     | Frankreich                                | Lettland                                  | Norwegen                      | Österreich (Aufsteiger aus der Division I) |
| 14 aus Europa     | Russland                                  | Schweden                                  | Schweiz                       | Slowakei (Gastgeber)                       |
| 14 aus Europa     | Slowenien (Aufsteiger aus der Division I) | Slowenien (Aufsteiger aus der Division I) | Tschechien (Titelverteidiger) | Tschechien (Titelverteidiger)              |
| 2 aus Nordamerika | Kanada                                    | Kanada                                    | USA                           | USA                                        |

#### Gruppeneinteilung
Die Gruppeneinteilung der Vorrunde wurde auf Basis der nach Abschluss der Weltmeisterschaft 2010 aktuellen IIHF-Weltrangliste festgelegt:
| Gruppe A (Bratislava) | Gruppe B (Košice) | Gruppe C (Košice) | Gruppe D (Bratislava) |
| Russland (1)          | Kanada (2)        | Schweden (3)      | Finnland (4)          |
| Slowakei (8)          | Schweiz (7)       | USA (6)           | Tschechien (5)        |
| Deutschland (9)       | Belarus (10)      | Norwegen (11)     | Lettland (12)         |
| Slowenien (19)        | Frankreich (15)   | Österreich (14)   | Dänemark (13)         |

* In Klammern ist der jeweilige Weltranglistenplatz angegeben.

### Modus
Das 16-tägige Weltmeisterschaftsturnier ist in vier Phasen – Vorrunde, Zwischenrunde, Abstiegsrunde und Finalrunde – gegliedert.
Die 16 Teams spielen nach ihrer Weltranglistenplatzierung zunächst in vier Gruppen à vier Teams eine Vorrunde (Preliminary Round). Dabei werden für einen Sieg nach regulärer Spielzeit von 60 Minuten drei, für einen Sieg in der maximal fünfminütigen Verlängerung oder im Penaltyschießen zwei und für eine Niederlage in der Verlängerung oder im Penaltyschießen ein Punkt vergeben. Bei einer Niederlage nach regulärer Spielzeit gibt es keinen Punkt. Bei Punktgleichheit zwischen zwei Teams entscheidet der direkte Vergleich. Sind mehr als zwei Mannschaften punktgleich, entscheiden diese Kriterien. Sind nach einem Kriterium noch zwei Mannschaften punktgleich, entscheidet der direkte Vergleich:
1. Anzahl Punkte aus den Spielen der punktgleichen Mannschaften gegeneinander,
2. bessere Tordifferenz aus den Spielen gegeneinander,
3. Anzahl Tore aus den Spielen gegeneinander
4. Punkte, Tordifferenz und Tore gegen die nächstbessere, nicht punktgleiche Mannschaft (wenn möglich),
5. Ergebnisse gegen die übernächstbessere, nicht punktgleiche Mannschaft (wenn möglich),
6. Platzierung in der IIHF-Weltrangliste des Jahres 2010.

Die drei besten Mannschaften jeder Vorrundengruppe qualifizieren sich für die Zwischenrunde (Qualification Round). Die Nationen auf dem vierten Rang bestreiten die Abstiegsrunde (Relegation Round).
In der Zwischenrunde werden die zwölf Mannschaften in zwei Sechsergruppen eingeteilt. Dabei treffen die Teams der Gruppe A auf die der Gruppe D. Zudem spielen die Nationen der Gruppe B gegen die der Gruppe C. Die Teams aus einer gemeinsamen Vorrundengruppe treffen nicht erneut aufeinander, sondern die Ergebnisse der Vorrundenspiele gegeneinander werden auch in der Zwischenrunde gewertet. Somit bestreitet jedes Team drei weitere Turnierspiele in dieser Runde. Die vier besten Mannschaften jeder Gruppe qualifizieren sich für das Viertelfinale und spielen im K.-o.-System mit folgendem Halbfinale und Finale die Medaillengewinner aus (Playoff Round).
In der Relegationsrunde spielen die vier Mannschaften erneut eine Einfachrunde im Modus Jeder-gegen-jeden. Die beiden schlechtesten Mannschaften steigen in die Division I ab.

### Austragungsorte
| Bratislava |

| Košice |

| Bratislava |

| Košice |

### Vorrunde

#### Gruppe A
Die Gruppe A startete mit der größten Überraschung der gesamten Vorrunde. Deutschland besiegte im Auftaktspiel des Turniers den amtierenden Vizeweltmeister Russland durch Treffer von Thomas Greilinger und Patrick Reimer mit 2:0. Es war der erste Sieg der Deutschen gegen Russland bei einer Weltmeisterschaft und der erste seit den Olympischen Winterspielen 1994 in Lillehammer. Durch einen weiteren Sieg Deutschlands gegen den Gastgeber Slowakei, der schwer ins Turnier fand, und einen knappen Sieg der Russen gegen die Slowenen war die Gruppe nach dem zweiten Spieltag entschieden. Deutschland gewann erstmals seit der Weltmeisterschaft 1933 eine Vorrundengruppe und startete nach dem Sieg gegen Slowenien erstmals seit der Weltmeisterschaft 1930 mit drei Siegen in das Turnier. Den zweiten Platz sicherte sich Russland durch ein 4:3 über die Slowakei, Slowenien trat den Weg in die Abstiegsrunde an.
| 29. April 2011 16:15 Uhr (Ortszeit) | Deutschland T. Greilinger (24:19) P. Reimer (57:53) | 2:0 (0:0, 1:0, 1:0) Spielbericht | Russland | Orange Arena, Bratislava Zuschauer: 9.049 |

| 29. April 2011 20:15 Uhr | Slowakei M. Šatan (35:16) Marc. Hossa (47:03) Ľ. Bartečko (59:52) | 3:1 (0:0, 1:1, 2:0) Spielbericht | Slowenien A. Kranjc (22:37) | Orange Arena, Bratislava Zuschauer: 9.248 |

| 1. Mai 2011 16:15 Uhr | Russland W. Atjuschow (4:22) M. Afinogenow (35:41) D. Kulikow (46:15) J. Artjuchin (46:53) A. Radulow (56:19) S. Sinowjew (59:22) | 6:4 (1:0, 1:1, 4:3) Spielbericht | Slowenien A. Hebar (29:15) B. Goličič (42:49) B. Goličič (47:21) R. Pajič (51:28) | Orange Arena, Bratislava Zuschauer: 9.090 |

| 1. Mai 2011 20:15 Uhr | Slowakei L. Nagy (45:26) J. Stümpel (47:49) P. Demitra (52:43) | 3:4 (0:0, 0:3, 3:1) Spielbericht | Deutschland M. Müller (24:51) J. Tripp (33:07) F. Hördler (36:35) F. Schütz (44:37) | Orange Arena, Bratislava Zuschauer: 9.303 |

| 3. Mai 2011 16:15 Uhr | Slowenien Ž. Jeglič (4:09) R. Tičar (28:33) | 2:3 n. P. (1:0, 1:1, 0:1, 0:0, 0:1) Spielbericht | Deutschland M. Wolf (35:19) F. Schütz (45:32) F. Hördler (PS) | Orange Arena, Bratislava Zuschauer: 8.010 |

| 3. Mai 2011 20:15 Uhr | Russland A. Radulow (0:58) I. Nikulin (18:04) I. Nikulin (38:10) A. Morosow (43:38) | 4:3 (2:1, 1:2, 1:0) Spielbericht | Slowakei M. Šatan (1:28) M. Gáborík (30:06) L. Nagy (32:01) | Orange Arena, Bratislava Zuschauer: 9.314 |

| Pl. |             | Sp | S | OTS | OTN | N | Tore  | Punkte |
| 1.  | Deutschland | 3  | 2 | 1   | 0   | 0 | 09:05 | 8      |
| 2.  | Russland    | 3  | 2 | 0   | 0   | 1 | 10:09 | 6      |
| 3.  | Slowakei    | 3  | 1 | 0   | 0   | 2 | 09:09 | 3      |
| 4.  | Slowenien   | 3  | 0 | 0   | 1   | 2 | 07:12 | 1      |

Abkürzungen: Pl. = Platz, Sp = Spiele, S = Siege, OTS = Siege nach Verlängerung (Overtime) oder Penaltyschießen, OTN = Niederlagen nach Verlängerung oder Penaltyschießen, N = Niederlagen

Erläuterungen: Zwischenrundenqualifikant, Abstiegsrundenqualifikant

#### Gruppe B
In der Gruppe B verpassten die Franzosen in der Auftaktpartie einen Sieg gegen die Schweiz. Nachdem das Spiel aufgrund eines Stromausfalls für neun Minuten unterbrochen worden war, traf Julien Vauclair in der Verlängerung für die Eidgenossen zum Sieg. In den folgenden Spielen setzten sich die Favoriten auf den Gruppensieg – Kanada und die Schweiz – durch. Kanada siegte, dank seiner jungen Sturmreihe um John Tavares, Jordan Eberle und Jeff Skinner, gegen Belarus und Frankreich, während die Schweiz ebenfalls deutlich gegen Belarus gewann. Am letzten Spieltag entschieden die Duelle zwischen Kanada und der Schweiz sowie Frankreich und Belarus somit zum einen über den Gruppensieg und zum anderen über den Vertreter der Gruppe in der Abstiegsrunde. Beide Partien wurden in der Verlängerung beendet. Kanada errang den Gruppensieg durch ein 4:3 über die Schweiz, Frankreich siegte mit 2:1. Die Franzosen erreichten nach 2009 erneut die Zwischenrunde und Belarus fand sich erstmals seit dem Aufstieg im Jahr 2004 in der Relegation wieder.
| 29. April 2011 16:15 Uhr (Ortszeit) | Schweiz J. Vauclair (61:46) | 1:0 n. V. (0:0, 0:0, 0:0, 1:0) Spielbericht | Frankreich | Steel Aréna, Košice Zuschauer: 2.946 |

| 29. April 2011 20:15 Uhr | Belarus A. Stepanow (19:26) | 1:4 (1:1, 0:1, 0:2) Spielbericht | Kanada J. Eberle (1:52) J. Skinner (30:27) J. Tavares (45:18) J. Eberle (48:39) | Steel Aréna, Košice Zuschauer: 6.025 |

| 1. Mai 2011 16:15 Uhr | Kanada M.-A. Gragnani (1:02) J. Spezza (6:35) J. Skinner (12:02) C. Stewart (36:06) A. Pietrangelo (36:49) B. Burns (41:41) R. Nash (44:38) J. Skinner (54:30) T. Zajac (57:44) | 9:1 (3:0, 2:1, 4:0) Spielbericht | Frankreich P.-É. Bellemare (29:14) | Steel Aréna, Košice Zuschauer: 4.457 |

| 1. Mai 2011 20:15 Uhr | Schweiz R. Gardner (7:08) G. Bezina (24:11) R. Gardner (27:03) I. Rüthemann (30:51) | 4:1 (1:0, 3:1, 0:0) Spielbericht | Belarus D. Korabau (21:33) | Steel Aréna, Košice Zuschauer: 3.193 |

| 3. Mai 2011 16:15 Uhr | Kanada J. Eberle (31:57) J. Tavares (36:51) C. Stewart (56:46) A. Pietrangelo (64:14) | 4:3 n. V. (0:1, 2:0, 1:2, 1:0) Spielbericht | Schweiz R. Diaz (12:29) F. Du Bois (48:08) A. Ambühl (58:38) | Steel Aréna, Košice Zuschauer: 7.214 |

| 3. Mai 2011 20:15 Uhr | Frankreich S. Treille (12:35) K. Hecquefeuille (60:46) | 2:1 n. V. (1:0, 0:0, 0:1, 1:0) Spielbericht | Belarus S. Dsjamahin (55:32) | Steel Aréna, Košice Zuschauer: 3.968 |

| Pl. |            | Sp | S | OTS | OTN | N | Tore  | Punkte |
| 1.  | Kanada     | 3  | 2 | 1   | 0   | 0 | 17:05 | 8      |
| 2.  | Schweiz    | 3  | 1 | 1   | 1   | 0 | 08:05 | 6      |
| 3.  | Frankreich | 3  | 0 | 1   | 1   | 1 | 03:11 | 3      |
| 4.  | Belarus    | 3  | 0 | 0   | 1   | 2 | 03:10 | 1      |

Abkürzungen: Pl. = Platz, Sp = Spiele, S = Siege, OTS = Siege nach Verlängerung (Overtime) oder Penaltyschießen, OTN = Niederlagen nach Verlängerung oder Penaltyschießen, N = Niederlagen

Erläuterungen: Zwischenrundenqualifikant, Abstiegsrundenqualifikant

#### Gruppe C
In der Gruppe C überraschte Norwegen in der ersten Partie gegen den skandinavischen Nachbarn aus Schweden mit einem 5:4-Sieg im Penaltyschießen. Den entscheidenden Treffer zum ersten Sieg der Norweger gegen Schweden bei einer Weltmeisterschaft erzielte Per-Åge Skrøder. Auch am zweiten Spieltag war Norwegen einer Überraschung nahe, als sie gegen die Vereinigten Staaten bis in die 42. Spielminute hinein mit 2:0 führten. Die US-Amerikaner siegten am Ende jedoch mit 4:2 und gingen als Tabellenführer in den letzten Spieltag. Dort beförderte Norwegen – angeführt durch das Sturmduo Anders Bastiansen und Mathis Olimb – Aufsteiger Österreich mit einem 5:0 in die Abstiegsrunde. Insgesamt gelang den Österreichern nur ein Treffer durch Marco Pewal in den drei Spielen. Den Gruppensieg errang letztlich Schweden durch ein 6:2 über die Vereinigten Staaten im Abschlussspiel der Gruppe.
| 30. April 2011 16:15 Uhr (Ortszeit) | USA C. Kreider (14:42) B. Wheeler (17:15) Y. Stastny (38:36) K. Shattenkirk (42:47) C. Smith (56:42) | 5:1 (2:0, 1:1, 2:0) Spielbericht | Österreich M. Pewal (34:00) | Steel Aréna, Košice Zuschauer: 4.495 |

| 30. April 2011 20:15 Uhr | Norwegen M. Røymark (8:06) M. Ask (21:00) M. Holtet (33:45) A. Bastiansen (55:06) P.-Å. Skrøder (PS) | 5:4 n. P. (1:3, 2:0, 1:1, 0:0, 1:0) Spielbericht | Schweden L. Eriksson (6:21) P. Berglund (11:41) P. Berglund (15:01) L. Eriksson (49:37) | Steel Aréna, Košice Zuschauer: 5.147 |

| 2. Mai 2011 16:15 Uhr | USA N. Palmieri (41:16) J. Skille (44:59) N. Palmieri (53:44) C. Smith (58:34) | 4:2 (0:2, 0:0, 4:0) Spielbericht | Norwegen K. A. Olimb (8:09) A. Bastiansen (9:22) | Steel Aréna, Košice Zuschauer: 4.149 |

| 2. Mai 2011 20:15 Uhr | Schweden N. Persson (19:39) N. Persson (25:39) M. Pääjärvi-Svensson (42:34) | 3:0 (1:0, 1:0, 1:0) Spielbericht | Österreich | Steel Aréna, Košice Zuschauer: 3.704 |

| 4. Mai 2011 16:15 Uhr | Österreich | 0:5 (0:3, 0:1, 0:1) Spielbericht | Norwegen E. Koivu (6:26) M. Olimb (9:31) J. Holøs (10:27) L.-E. Spets (39:41) A. Bastiansen (49:51) | Steel Aréna, Košice Zuschauer: 4.355 |

| 4. Mai 2011 20:15 Uhr | Schweden P. Berglund (17:31) M. Krüger (23:17) M. Sjögren (30:27) P. Berglund (35:16) J. Ericsson (56:01) D. Petrasek (58:50) | 6:2 (1:1, 3:0, 2:1) Spielbericht | USA C. Fowler (18:43) B. Wheeler (50:29) | Steel Aréna, Košice Zuschauer: 7.401 |

| Pl. |            | Sp | S | OTS | OTN | N | Tore  | Punkte |
| 1.  | Schweden   | 3  | 2 | 0   | 1   | 0 | 13:07 | 7      |
| 2.  | USA        | 3  | 2 | 0   | 0   | 1 | 11:09 | 6      |
| 3.  | Norwegen   | 3  | 1 | 1   | 0   | 1 | 12:08 | 5      |
| 4.  | Österreich | 3  | 0 | 0   | 0   | 3 | 01:13 | 0      |

Abkürzungen: Pl. = Platz, Sp = Spiele, S = Siege, OTS = Siege nach Verlängerung (Overtime) oder Penaltyschießen, OTN = Niederlagen nach Verlängerung oder Penaltyschießen, N = Niederlagen

Erläuterungen: Zwischenrundenqualifikant, Abstiegsrundenqualifikant

#### Gruppe D
In Gruppe D gelangen den Favoriten Tschechien und Finnland in ihren ersten Spielen jeweils zwei Siege. Beide Mannschaften siegten deutlich gegen Dänemark, während sich die Letten als stärker erwiesen. Sowohl Weltmeister Tschechien hatte beim 4:2 seine Mühe, als auch das finnische Team, das im Penaltyschießen durch ein Tor von Jarkko Immonen mit 3:2 gewann. Am letzten Spieltag sorgte der Däne Mads Christensen durch drei Treffer beim 3:2-Sieg Dänemarks über Lettland dafür, dass die Balten nach 2007 erneut in der Relegationsrunde um den Klassenerhalt kämpfen mussten. Die Tschechen entschieden das Duell gegen Finnland mit 2:1 für sich. Die Treffer zum Sieg erzielten Milan Michálek und Jaromír Jágr. Sie verbuchten damit als einziges der 16 Teams die Maximalpunktzahl von neun Punkten in der Vorrunde.
| 30. April 2011 16:15 Uhr (Ortszeit) | Finnland J. Immonen (23:57) J. Aaltonen (36:26) A. Pihlström (42:39) M. Granlund (52:29) T. Ruutu (54:21) | 5:1 (0:0, 2:0, 3:1) Spielbericht | Dänemark N. Hardt (47:54) | Orange Arena, Bratislava Zuschauer: 9.125 |

| 30. April 2011 20:15 Uhr | Tschechien T. Rolinek (17:47) P. Eliáš (32:02) M. Havlát (41:15) R. Červenka (58:11) | 4:2 (1:1, 1:1, 2:0) Spielbericht | Lettland L. Dārziņš (9:04) R. Bukarts (21:21) | Orange Arena, Bratislava Zuschauer: 9.219 |

| 2. Mai 2011 16:15 Uhr | Tschechien M. Frolík (2:29) M. Michálek (31:34) M. Michálek (33:17) M. Frolík (34:25) T. Plekanec (34:39) P. Průcha (56:23) | 6:0 (1:0, 4:0, 1:0) Spielbericht | Dänemark | Orange Arena, Bratislava Zuschauer: 9.217 |

| 2. Mai 2011 20:15 Uhr | Lettland K. Rēdlihs (33:36) H. Vasiļjevs (42:12) | 2:3 n. P. (0:1, 1:0, 1:1, 0:0, 0:1) Spielbericht | Finnland J. Immonen (13:54) N. Kapanen (52:51) J. Immonen (PS) | Orange Arena, Bratislava Zuschauer: 9.210 |

| 4. Mai 2011 16:15 Uhr | Dänemark M. Christensen (1:43) M. Christensen (28:27) M. Christensen (PS) | 3:2 n. P. (1:0, 1:2, 0:0, 0:0, 1:0) Spielbericht | Lettland M. Cipulis (23:03) J. Rēdlihs (35:14) | Orange Arena, Bratislava Zuschauer: 8.870 |

| 4. Mai 2011 20:15 Uhr | Finnland A. Salmela (59:41) | 1:2 (0:0, 0:1, 1:1) Spielbericht | Tschechien M. Michálek (24:24) J. Jágr (42:48) | Orange Arena, Bratislava Zuschauer: 9.310 |

| Pl. |            | Sp | S | OTS | OTN | N | Tore  | Punkte |
| 1.  | Tschechien | 3  | 3 | 0   | 0   | 0 | 12:03 | 9      |
| 2.  | Finnland   | 3  | 1 | 1   | 0   | 1 | 09:05 | 5      |
| 3.  | Dänemark   | 3  | 0 | 1   | 0   | 2 | 04:13 | 2      |
| 4.  | Lettland   | 3  | 0 | 0   | 2   | 1 | 06:10 | 2      |

Abkürzungen: Pl. = Platz, Sp = Spiele, S = Siege, OTS = Siege nach Verlängerung (Overtime) oder Penaltyschießen, OTN = Niederlagen nach Verlängerung oder Penaltyschießen, N = Niederlagen

Erläuterungen: Zwischenrundenqualifikant, Abstiegsrundenqualifikant

### Zwischenrunde

#### Gruppe E
Die Zwischenrundengruppe E mit den Mannschaften der Vorrundengruppen A und D erwies sich als ausgeglichen, da sieben der neun Partien mit einem Tor Unterschied entschieden wurden. Drei der vier Viertelfinalteilnehmer waren nach dem ersten Spieltag qualifiziert. Den Sieg in der Gruppe errangen die weiterhin ungeschlagenen Tschechen. Sowohl gegen den Gastgeber Slowakei und Deutschland als auch – in der Wiederauflage des Vorjahresfinales – gegen Russland war die tschechische Auswahl siegreich. Somit zog der amtierende Weltmeister mit der Maximalpunktzahl ins Viertelfinale ein. Dahinter platzierte sich Finnland, das ebenfalls gegen Deutschland und Russland – im Penaltyschießen – gewann. Deutschland sicherte sich den dritten Rang, obwohl die Mannschaft lediglich zwei weitere Punkte sammelte. Russland belegte den vierten und damit letzten Platz für die Playoff-Runde. Das Turnier war nach der Zwischenrunde für die Gastgeber und Dänemark beendet. Diese belegten mit drei respektive zwei Punkten die Ränge fünf und sechs.
| 5. Mai 2011 20:15 Uhr (Ortszeit) | Russland S. Sinowjew (9:26) S. Sinowjew (30:08) S. Sinowjew (34:18) J. Artjuchin (45:21) | 4:3 (1:2, 2:0, 1:1) Spielbericht | Dänemark N. Hardt (11:12) Mi. Bødker (19:46) N. Hardt (47:27) | Orange Arena, Bratislava Zuschauer: 9.204 |

| 6. Mai 2011 16:15 Uhr | Deutschland A. Rankel (14:45) F. Schütz (26:28) K. Hospelt (27:32) P. Reimer (39:03) | 4:5 n. P. (1:1, 3:2, 0:1, 0:0, 0:1) Spielbericht | Finnland T. Ruutu (0:13) J. Pesonen (31:39) J. Immonen (38:07) T. Ruutu (54:12) M. Koivu (PS) | Orange Arena, Bratislava Zuschauer: 9.255 |

| 6. Mai 2011 20:15 Uhr | Tschechien M. Židlický (17:48) M. Havlát (41:06) M. Michálek (44:28) | 3:2 (1:0, 0:1, 2:1) Spielbericht | Slowakei L. Nagy (22:54) T. Surový (57:28) | Orange Arena, Bratislava Zuschauer: 9.313 |

| 7. Mai 2011 16:15 Uhr | Dänemark Ma. Bødker (8:09) Mi. Bødker (21:39) N. Hardt (57:33) Mi. Bødker (PS) | 4:3 n. P. (1:1, 1:1, 1:1, 0:0, 1:0) Spielbericht | Deutschland J. Tripp (10:15) A. Barta (22:05) K. Lavallée (41:32) | Orange Arena, Bratislava Zuschauer: 9.299 |

| 7. Mai 2011 20:15 Uhr | Finnland T. Ruutu (47:14) T. Ruutu (50:26) | 2:1 (0:1, 0:0, 2:0) Spielbericht | Slowakei M. Gáborík (16:21) | Orange Arena, Bratislava Zuschauer: 9.321 |

| 8. Mai 2011 16:15 Uhr | Tschechien J. Voráček (14:01) J. Jágr (15:52) T. Plekanec (43:27) | 3:2 (2:0, 0:1, 1:1) Spielbericht | Russland A. Tereschtschenko (31:50) D. Saripow (55:04) | Orange Arena, Bratislava Zuschauer: 9.308 |

| 9. Mai 2011 12:15 Uhr | Slowakei J. Stümpel (10:10) M. Šatan (15:52) Mari. Hossa (40:32) R. Zedník (50:05) | 4:1 (2:1, 0:0, 2:0) Spielbericht | Dänemark M. Christensen (4:09) | Orange Arena, Bratislava Zuschauer: 9.307 |

| 9. Mai 2011 16:15 Uhr | Russland N. Kuljomin (4:26) I. Nikulin (4:37) | 2:3 n. P. (2:0, 0:2, 0:0, 0:0, 0:1) Spielbericht | Finnland) M. Koivu (26:59) J. Niskala (36:39) J. Immonen (PS | Orange Arena, Bratislava Zuschauer: 9.292 |

| 9. Mai 2011 20:15 Uhr | Deutschland J. Tripp (1:49) T. Greilinger (58:26) | 2:5 (1:2, 0:3, 1:0) Spielbericht | Tschechien T. Plekanec (0:51) M. Frolík (10:38) K. Rachůnek (22:47) T. Plekanec (35:34) P. Eliáš (36:58) | Orange Arena, Bratislava Zuschauer: 9.305 |

| Pl. |             | Sp | S | OTS | OTN | N | Tore  | Punkte |
| 1.  | Tschechien  | 5  | 5 | 0   | 0   | 0 | 19:07 | 15     |
| 2.  | Finnland    | 5  | 2 | 2   | 0   | 1 | 16:10 | 10     |
| 3.  | Deutschland | 5  | 2 | 0   | 2   | 1 | 15:17 | 8      |
| 4.  | Russland    | 5  | 2 | 0   | 1   | 2 | 12:14 | 7      |
| 5.  | Slowakei    | 5  | 1 | 0   | 0   | 4 | 13:14 | 3      |
| 6.  | Dänemark    | 5  | 0 | 1   | 0   | 4 | 09:22 | 2      |

Abkürzungen: Pl. = Platz, Sp = Spiele, S = Siege, OTS = Siege nach Verlängerung (Overtime) oder Penaltyschießen, OTN = Niederlagen nach Verlängerung oder Penaltyschießen, N = Niederlagen

Erläuterungen: Viertelfinalqualifikant

#### Gruppe F
In der aus den Teams der Vorrundengruppen B und C gebildete Zwischenrundengruppe F zog Kanada als Gruppensieger ins Viertelfinale ein. Der amtierende Olympiasieger besiegelte den Gruppengewinn durch einen abschließenden Sieg über Schweden. Zuvor hatten die Kanadier das Duell gegen die Vereinigten Staaten im Penaltyschießen gewonnen und waren zuvor auch über Norwegen siegreich. Die Norweger belegten nach Abschluss der Zwischenrunde trotz der Niederlage gegen Kanada den dritten Platz. Ausschlaggebend für das Weiterkommen der Skandinavier war der Sieg über die Schweiz am ersten Spieltag. Ein abschließender Sieg der Eidgenossen gegen die USA reichte nicht aus, um das Viertelfinale zu erreichen. Die USA belegte den vierten Rang. Neben der Schweiz schied auch Frankreich aus, sodass drei Teams der Vorrundengruppe C ins Viertelfinale einzogen.
| 5. Mai 2011 20:15 Uhr (Ortszeit) | Schweiz T. Monnet (28:35) R. Diaz (47:19) | 2:3 (0:2, 1:0, 1:1) Spielbericht | Norwegen J. Holøs (8:47) P.-Å. Skrøder (19:55) K. Forsberg (42:48) | Steel Aréna, Košice Zuschauer: 2.820 |

| 6. Mai 2011 16:15 Uhr | Kanada B. Burns (27:20) J. Tavares (43:27) J. Spezza (45:22) J. Eberle (PS) | 4:3 n. P. (0:0, 1:2, 2:1, 0:0, 1:0) Spielbericht | USA M. Komisarek (24:13) J. Johnson (33:47) D. Stepan (51:17) | Steel Aréna, Košice Zuschauer: 7.485 |

| 6. Mai 2011 20:15 Uhr | Schweden R. Nilsson (4:34) O. Ekman Larsson (13:51) P. Berglund (15:39) S. Kronwall (45:34) | 4:0 (3:0, 0:0, 1:0) Spielbericht | Frankreich | Steel Aréna, Košice Zuschauer: 4.761 |

| 7. Mai 2011 16:15 Uhr | Norwegen K. A. Olimb (51:36) M. Holtet (52:49) | 2:3 (0:1, 0:1, 2:1) Spielbericht | Kanada J. Spezza (15:26) J. Tavares (30:15) J. Neal (49:02) | Steel Aréna, Košice Zuschauer: 4.978 |

| 7. Mai 2011 20:15 Uhr | USA D. Stepan (16:06) M. Stuart (21:16) C. Kreider (25:24) | 3:2 (1:1, 2:0, 0:1) Spielbericht | Frankreich S. Treille (5:25) L. Meunier (55:30) | Steel Aréna, Košice Zuschauer: 3.101 |

| 8. Mai 2011 16:15 Uhr | Schweden M. Backlund (47:47) M. Backlund (59:28) | 2:0 (0:0, 0:0, 2:0) Spielbericht | Schweiz | Steel Aréna, Košice Zuschauer: 5.941 |

| 9. Mai 2011 12:15 Uhr | Frankreich D. Fleury (10:57) L. Meunier (31:20) | 2:5 (1:3, 1:1, 0:1) Spielbericht | Norwegen P.-Å. Skrøder (3:26) M. Holtet (3:52) M. Holtet (17:50) M. Holtet (35:19) M. Holtet (52:26) | Steel Aréna, Košice Zuschauer: 3.178 |

| 9. Mai 2011 16:15 Uhr | Schweiz K. Lötscher (11:35) R. Diaz (14:10) I. Rüthemann (21:06) K. Lötscher (31:00) R. Gardner (59:43) | 5:3 (2:1, 2:1, 1:1) Spielbericht | USA C. Smith (11:01) R. Shannon (26:09) J. van Riemsdyk (58:17) | Steel Aréna, Košice Zuschauer: 4.939 |

| 9. Mai 2011 20:15 Uhr | Kanada J. Neal (1:08) J. Tavares (13:20) B. Burns (52:31) | 3:2 (2:1, 0:1, 1:0) Spielbericht | Schweden D. Petrasek (3:43) M. Tedenby (30:38) | Steel Aréna, Košice Zuschauer: 7.633 |

| Pl. |            | Sp | S | OTS | OTN | N | Tore  | Punkte |
| 1.  | Kanada     | 5  | 3 | 2   | 0   | 0 | 23:11 | 13     |
| 2.  | Schweden   | 5  | 3 | 0   | 1   | 1 | 18:10 | 10     |
| 3.  | Norwegen   | 5  | 2 | 1   | 0   | 2 | 17:15 | 8      |
| 4.  | USA        | 5  | 2 | 0   | 1   | 2 | 15:19 | 7      |
| 5.  | Schweiz    | 5  | 1 | 1   | 1   | 2 | 11:12 | 6      |
| 6.  | Frankreich | 5  | 0 | 0   | 1   | 4 | 05:22 | 1      |

Abkürzungen: Pl. = Platz, Sp = Spiele, S = Siege, OTS = Siege nach Verlängerung (Overtime) oder Penaltyschießen, OTN = Niederlagen nach Verlängerung oder Penaltyschießen, N = Niederlagen

Erläuterungen: Viertelfinalqualifikant

### Abstiegsrunde

#### Gruppe G
In der Abstiegsrunde kam es zum Aufeinandertreffen der beiden diesjährigen Aufsteiger aus Österreich und Slowenien sowie den in der Weltgruppe etablierten, osteuropäischen Nationen Belarus und Lettland. Die Slowenen und Letten hatten in ihren Vorrundengruppen trotz ansprechender Leistungen die Qualifikation für die Zwischenrunde verpasst, während die Belarussen und Österreicher insbesondere in der Offensive Defizite aufwiesen. Am ersten Spieltag gab es eindeutige Ergebnisse zugunsten Sloweniens und Belarus’. Diese waren nach Abschluss des zweiten Spieltags aber hinfällig. Nach Siegen von Lettland über Belarus und Österreich über Slowenien wiesen alle Teams drei Punkte auf. Mit Siegen über die beiden Aufsteiger verblieben Lettland und Belarus schließlich in der Top-Division, während Österreich und Slowenien den direkten Wiederabstieg hinnehmen mussten.
| 5. Mai 2011 16:15 Uhr (Ortszeit) | Slowenien R. Tičar (27:59) T. Razingar (33:55) T. Razingar (39:11) R. Tičar (40:54) R. Pajič (41:27) | 5:2 (0:0, 3:0, 2:2) Spielbericht | Lettland M. Cipulis (51:33) R. Bukarts (59:59) | Orange Arena, Bratislava Zuschauer: 7.467 |

| 5. Mai 2011 16:15 Uhr | Belarus J. Kawyrschyn (4:06) M. Hrabouski (17:17) A. Kaszizyn (18:57) A. Dsjamkou (30:17) S. Dsjamahin (32:49) D. Korabau (42:53) A. Kulakou (51:55) | 7:2 (3:0, 2:0, 2:2) Spielbericht | Österreich O. Setzinger (40:47) M. Schiechl (53:29) | Steel Aréna, Košice Zuschauer: 4.483 |

| 7. Mai 2011 12:15 Uhr | Österreich G. Unterluggauer (19:03) T. Raffl (24:15) R. Rotter (45:52) | 3:2 (1:0, 1:2, 1:0) Spielbericht | Slowenien T. Razingar (36:30) D. Rodman (39:41) | Orange Arena, Bratislava Zuschauer: 9.033 |

| 7. Mai 2011 12:15 Uhr | Belarus W. Kaszjutschonak (19:31) M. Hrabouski (20:53) D. Mjaleschka (59:50) | 3:6 (1:3, 1:1, 1:2) Spielbericht | Lettland M. Cipulis (9:26) G. Pujacs (13:23) G. Pujacs (17:19) A. Ņiživijs (36:17) M. Cipulis (49:44) K. Saulietis (57:29) | Steel Aréna, Košice Zuschauer: 4.976 |

| 8. Mai 2011 20:15 Uhr | Slowenien R. Sabolič (31:51) | 1:7 (0:2, 1:3, 0:2) Spielbericht | Belarus S. Dsjamahin (6:02) A. Kaszizyn (7:23) A. Stepanow (28:21) A. Michaljou (35:52) A. Kaszizyn (37:13) A. Michaljou (55:07) A. Michaljou (56:13) | Orange Arena, Bratislava Zuschauer: 8.708 |

| 8. Mai 2011 20:15 Uhr | Lettland R. Bukarts (5:01) M. Rēdlihs (13:30) K. Saulietis (22:57) K. Saulietis (48:47) | 4:1 (2:0, 1:0, 1:1) Spielbericht | Österreich T. Raffl (59:01) | Steel Aréna, Košice Zuschauer: 4.110 |

| Pl. |            | Sp | S | OTS | OTN | N | Tore  | Punkte |
| 1.  | Lettland   | 3  | 2 | 0   | 0   | 1 | 12:09 | 6      |
| 2.  | Belarus    | 3  | 2 | 0   | 0   | 1 | 17:09 | 6      |
| 3.  | Österreich | 3  | 1 | 0   | 0   | 2 | 06:13 | 3      |
| 4.  | Slowenien  | 3  | 1 | 0   | 0   | 2 | 08:12 | 3      |

Abkürzungen: Pl. = Platz, Sp = Spiele, S = Siege, OTS = Siege nach Verlängerung (Overtime) oder Penaltyschießen, OTN = Niederlagen nach Verlängerung oder Penaltyschießen, N = Niederlagen

Erläuterungen: Absteiger in die Division IA

### Finalrunde
|  | Viertelfinale | Viertelfinale | Viertelfinale |  |  | Halbfinale | Halbfinale | Halbfinale |  |  | Finale           | Finale           | Finale           |
|  |               |               |               |  |  |            |            |            |  |  |                  |                  |                  |
|  | E1            | Tschechien    | 4             |  |  |            |            |            |  |  |                  |                  |                  |
|  | F4            | USA           | 0             |  |  |            |            |            |  |  |                  |                  |                  |
|  |               |               |               |  |  | E1         | Tschechien | 2          |  |  |                  |                  |                  |
|  |               |               |               |  |  | F2         | Schweden   | 5          |  |  |                  |                  |                  |
|  | F2            | Schweden      | 5             |  |  |            |            |            |  |  |                  |                  |                  |
|  | E3            | Deutschland   | 2             |  |  |            |            |            |  |  |                  |                  |                  |
|  |               |               |               |  |  |            |            |            |  |  | F2               | Schweden         | 1                |
|  |               |               |               |  |  |            |            |            |  |  | E2               | Finnland         | 6                |
|  | E2            | Finnland      | 4             |  |  |            |            |            |  |  |                  |                  |                  |
|  | F3            | Norwegen      | 1             |  |  |            |            |            |  |  |                  |                  |                  |
|  |               |               |               |  |  | E2         | Finnland   | 3          |  |  |                  |                  |                  |
|  |               |               |               |  |  | E4         | Russland   | 0          |  |  | Spiel um Platz 3 | Spiel um Platz 3 | Spiel um Platz 3 |
|  | F1            | Kanada        | 1             |  |  |            |            |            |  |  | E1               | Tschechien       | 7                |
|  | E4            | Russland      | 2             |  |  |            |            |            |  |  | E4               | Russland         | 4                |

#### Viertelfinale
In den Viertelfinalpaarungen des ersten Tages setzten sich die favorisierten Teams durch. Sowohl Tschechien besiegte die Vereinigten Staaten als auch Schweden, das gegen Deutschland gewann. Am zweiten Tag waren die ebenfalls in der Favoritenrolle befindlichen Finnen gegen Norwegen siegreich. Im Duell der Rivalen Kanada und Russland hatten die Russen das bessere Ende für sich und zogen in die Runde der letzten Vier ein.
- Das erste Viertelfinale zwischen dem amtierenden Weltmeister Tschechien und Olympiazweiter USA wurde zu einer klaren Angelegenheit für die Europäer. Nach ausgeglichenem Start mit leichten Vorteilen für die US-Amerikaner sorgte der erfahrene Jaromír Jágr kurz vor der ersten Drittelpause für die Führung für den Weltmeister. Nach der Führung kontrollierten die Tschechen in der Folge die Partie und bauten den Vorsprung zu Beginn des zweiten Drittels – abermals durch Jágr – aus. Im Schlussabschnitt sorgte schließlich Tomáš Plekanec mit dem 3:0 für die Vorentscheidung, während Jágr kurz vor dem Ende seinen Hattrick perfekt machte. Im Tor der Tschechen erreichte Ondřej Pavelec einen Shutout.
- In der Wiederauflage des Spiels um die Bronzemedaille aus dem Vorjahr behielt Schweden gegenüber Deutschland erneut die Oberhand. Wie in den Zwischenrundenpartien gegen Finnland und Tschechien gerieten die Deutschen durch Martin Thörnberg früh in Rückstand, glichen durch Alexander Barta aber umgehend aus. Noch vor Ende des ersten Drittels ging Schweden durch Patrik Berglund abermals in Führung. Im ersten Teil des Mitteldrittels erhöhten die Skandinavier durch Niklas Persson und Loui Eriksson auf 4:1, nachdem sie das Spielgeschehen beherrscht hatten. Kurz vor der Pause kam Deutschland zurück in die Partie und verkürzte durch Michael Wolf auf 2:4. Die Entscheidung brachte schließlich der zweite Thörnberg-Treffer im Schlussabschnitt.
- Das skandinavische Duell zwischen Finnland und Norwegen entschied ebenfalls der Favorit zu seinen Gunsten. Nach einem torlosen Anfangsabschnitt ging Norwegen zu Beginn des zweiten Drittels durch einen verwandelten Penalty von Ken André Olimb in Führung. Die Führung der Norweger währte allerdings nicht lange. Das an diesem Tag überzeugende Powerplay der Finnen entschied die Partie noch vor dem Ende des Mitteldrittels. Der Weltmeister von 1995 traf durch Jarkko Immonen und Tuomo Ruutu in drei aufeinander folgenden Überzahlspielen zwischen der 27. und 36. Spielminute. Wenig später besiegelte Jani Lajunen mit dem 4:1 den Halbfinaleinzug Finnlands. Das dritte Drittel endete abermals torlos.
- Im Duell der beiden Nationen mit den meisten Weltmeisterschaftserfolgen gelang Russland durch einen 2:1-Sieg den Einzug ins Halbfinale. Zwar hatten die Kanadier nach dem ersten Drittel ein Chancenplus, gingen jedoch erst im zweiten Durchgang durch einen Konter von Jason Spezza in Führung. Mit dem 1:0 im Rücken gingen die Kanadier auch ins Schlussdrittel. Dort wurde den Russen nach langen Beratungen und Videobeweis ein möglicher Treffer nicht zugestanden. Wenig später glich Alexei Kaigorodow per Solo in Unterzahl die Partie aus. Den Osteuropäern gelang Minuten später die Führung durch Ilja Kowaltschuk, die sie über die Zeit brachten.

| 11. Mai 2011 16:15 Uhr (Ortszeit) | Tschechien J. Jágr (18:45) J. Jágr (24:47) T. Plekanec (50:33) J. Jágr (56:25) | 4:0 (1:0, 1:0, 2:0) Spielbericht | USA | Orange Arena, Bratislava Zuschauer: 9.311 |

| 11. Mai 2011 20:15 Uhr | Schweden M. Thörnberg (0:27) P. Berglund (15:46) N. Persson (24:30) L. Eriksson (28:10) M. Thörnberg (48:54) | 5:2 (2:1, 2:1, 1:0) Spielbericht | Deutschland A. Barta (2:01) M. Wolf (38:44) | Orange Arena, Bratislava Zuschauer: 8.986 |

| 12. Mai 2011 16:15 Uhr | Finnland J. Immonen (26:01) T. Ruutu (28:43) J. Immonen (35:38) J. Lajunen (38:29) | 4:1 (0:0, 4:1, 0:0) Spielbericht | Norwegen K. A. Olimb (23:56) | Orange Arena, Bratislava Zuschauer: 8.947 |

| 12. Mai 2011 20:15 Uhr | Kanada J. Spezza (25:32) | 1:2 (0:0, 1:0, 0:2) Spielbericht | Russland A. Kaigorodow (49:07) I. Kowaltschuk (52:19) | Orange Arena, Bratislava Zuschauer: 9.300 |

#### Halbfinale
In der Runde der letzten vier Teams waren die Europäer unter sich. Neben dem Titelverteidiger und Weltranglisten-Fünften Tschechien qualifizierte sich auch der Weltranglisten-Erste Russland sowie die drittplatzierten Schweden und viertplatzierten Finnen. Im ersten Halbfinale entthronte das junge schwedische Team den Titelverteidiger Tschechien. Das zweite Halbfinale hatte einen ähnlichen Ausgang, da die Finnen ebenfalls deutlich gegen Russland gewannen.
- In der Wiederauflage des letztjährigen WM-Halbfinals hatten dieses Mal die Schweden das bessere Ende für sich und zogen in das Finale ein. Nach einem torlosen ersten Drittel gingen die Tschechen durch Patrik Eliáš kurz nach Beginn des Mittelabschnitts in Führung. Die Schweden reagierten allerdings gut auf den Rückstand. Zunächst glichen sie durch ihren Topscorer Patrik Berglund aus und wenig später drehte Mikael Backlund die Partie durch seinen Treffer zum 2:1. Noch vor der zweiten Drittelpause verpasste Loui Eriksson den Vorsprung auszubauen, als er mit einem Penalty am tschechischen Schlussmann Ondřej Pavelec scheiterte. Dies gelang den Skandinaviern im letzten Durchgang, nachdem sie sich immer besser auf die Spielweise der Tschechen eingestellt hatten. Jimmie Ericsson per Konter und Marcus Krüger mit einem grenzwertigen Treffer sorgten für die Vorentscheidung. Als Eliáš mit seinem zweiten Treffer kurz vor Schluss auf 2:4 verkürzte, wurde der Titelverteidiger noch einmal stärker. Berglund besiegelte mit einem Treffer ins leere Tor schließlich den ersten schwedischen Finaleinzug seit der Weltmeisterschaft 2006.
- Auch das zweite Halbfinale blieb lange Zeit torlos. Nach sechs gespielten Minuten im zweiten Drittel erzielte der 19-jährige Mikael Granlund mit einem Treffer im Lacrosse-Stil die Führung für die Finnen. Die in der Defensive disziplinierten Skandinavier ließen die russische Offensive um die NHL-Spieler Alexander Owetschkin und Ilja Kowaltschuk nicht zur Entfaltung kommen. Ihrerseits nutzten die Finnen die ihnen gebotenen Chancen im Schlussabschnitt. Zunächst überwand Jani Lajunen den russischen Torwart Konstantin Barulin mit einem Flachschuss von jenseits der Torlinie und 95 Sekunden später erzielte der finnische Topscorer Jarkko Immonen auf Vorlage von Granlund das vorentscheidende 3:0. Der finnische Keeper Petri Vehanen verbuchte einen Shutout. Es war die erste Finalteilnahme der Finnen bei einer Weltmeisterschaft seit 2007 in Russland.

| 13. Mai 2011 16:15 Uhr | Tschechien P. Eliáš (20:46) P. Eliáš (54:22) | 2:5 (0:0, 1:2, 1:3) Spielbericht | Schweden P. Berglund (24:34) M. Backlund (35:10) J. Ericsson (48:07) M. Krüger (52:29) P. Berglund (59:13) | Orange Arena, Bratislava Zuschauer: 9.285 |

| 13. Mai 2011 20:15 Uhr | Finnland M. Granlund (25:13) J. Lajunen (47:40) J. Immonen (49:15) | 3:0 (0:0, 1:0, 2:0) Spielbericht | Russland | Orange Arena, Bratislava Zuschauer: 9.272 |

#### Spiel um Platz 3
Im torreichsten Spiel um den dritten Platz in der Geschichte der Weltmeisterschaften und der olympischen Eishockeyturniere sicherte sich der entthronte Weltmeister Tschechien die Bronzemedaille gegen den Weltmeister der Jahre 2008 und 2009, Russland.
Sehr abwechslungsreich gestalteten sich die ersten beiden Drittel. Nach der frühen tschechischen Führung durch Roman Červenka drehten die Russen die Partie in der Mitte des ersten Drittels binnen 15 Sekunden durch Ilja Kowaltschuk und Dmitri Kulikow. Die Tschechen glichen durch Petr Průcha umgehend aus, ehe Kowaltschuk sein Team vor der Drittelpause wieder in Führung schoss. Im zweiten Drittel wechselte die Führung erneut, als Průcha und zweimal Červenka das Ergebnis auf 5:3 aus tschechischer Sicht verbesserten. Der junge Wladimir Tarassenko verkürzte auf 4:5, allerdings baute Tschechien die Führung im Schlussabschnitt durch Jan Marek und Tomáš Plekanec auf den 7:4-Endstand aus.
| 15. Mai 2011 16:00 Uhr | Tschechien R. Červenka (3:33) P. Průcha (10:22) P. Průcha (22:11) R. Červenka (30:45) R. Červenka (35:10) J. Marek (46:30) T. Plekanec (58:16) | 7:4 (2:3, 3:1, 2:0) Spielbericht | Russland I. Kowaltschuk (9:25) D. Kulikow (9:40) I. Kowaltschuk (18:53) W. Tarassenko (36:03) | Orange Arena, Bratislava Zuschauer: 9.283 |

#### Finale
In einem ausgeglichenen Anfangsdrittel mit Chancen auf beiden Seiten hielten die beiden besten Torhüter des Turniers – der Schwede Viktor Fasth und der Finne Petri Vehanen – das torlose 0:0 fest. Nach 28 gespielten Minuten brachte Magnus Pääjärvi-Svensson die Schweden mit einem platzierten Handgelenksschuss in Führung. Auch danach waren die Schweden dem 2:0 näher, als Patrik Berglund bei einer Überzahlsituation am Torpfosten scheiterte. Besser machten es die Finnen, die sieben Sekunden vor Ende des zweiten Drittels durch ihren Torjäger Jarkko Immonen in Überzahl zum Ausgleich kamen. Mit zwei frühen Toren zu Beginn des dritten Drittels durch Petteri Nokelainen und Niko Kapanen binnen 46 Sekunden erarbeitete sich Finnland eine komfortable Führung. Diese bauten Janne Pesonen, Mika Pyörälä und Antti Pihlström in den letzten fünf Minuten des Turniers auf 6:1 aus.
Der Titelgewinn der Finnen war der zweite für die Mannschaft überhaupt und beendete eine 16-jährige Durststrecke. Zuletzt hatte Finnland bei der Weltmeisterschaft 1995 Gold errungen und dazwischen vier Finalspiele als Verlierer beendet. Das 6:1 war zugleich der deutlichste Sieg, den es jemals in einem WM-Finale gegeben hatte.
| 15. Mai 2011 20:30 Uhr | Schweden M. Pääjärvi-Svensson (27:40) | 1:6 (0:0, 1:1, 0:5) Spielbericht | Finnland J. Immonen (39:53) P. Nokelainen (42:35) N. Kapanen (43:21) J. Pesonen (56:41) M. Pyörälä (57:16) A. Pihlström (59:05) | Orange Arena, Bratislava Zuschauer: 9.166 |

### Statistik

#### Beste Scorer
Abkürzungen: Sp = Spiele, T = Tore, V = Assists, Pkt = Punkte, +/− = Plus/Minus, SM = Strafminuten; Fett: Turnierbestwert
| Spieler         | Mannschaft | Sp | T | V | Pkt | +/− | SM |
| --------------- | ---------- | -- | - | - | --- | --- | -- |
| Jarkko Immonen  | Finnland   | 9  | 9 | 3 | 12  | +2  | 2  |
| Patrik Berglund | Schweden   | 9  | 8 | 2 | 10  | +7  | 8  |
| Tomáš Plekanec  | Tschechien | 8  | 6 | 4 | 10  | +3  | 6  |
| Roman Červenka  | Tschechien | 9  | 4 | 6 | 10  | +7  | 4  |
| John Tavares    | Kanada     | 7  | 5 | 4 | 9   | +6  | 12 |
| Jaromír Jágr    | Tschechien | 9  | 5 | 4 | 9   | +5  | 4  |
| Patrik Eliáš    | Tschechien | 9  | 4 | 5 | 9   | +4  | 6  |
| Mikael Granlund | Finnland   | 9  | 2 | 7 | 9   | +3  | 2  |
| Mathis Olimb    | Norwegen   | 7  | 1 | 8 | 9   | ±0  | 4  |
| Marius Holtet   | Norwegen   | 7  | 6 | 2 | 8   | +6  | 4  |

#### Beste Torhüter
Abkürzungen: GP = Spiele, Min = Eiszeit (in Minuten), GA = Gegentore, SO = Shutouts, Sv% = gehaltene Schüsse (in %), GAA = Gegentorschnitt; Fett: Turnierbestwert
| Spieler        | Mannschaft | GP | Min    | GA | SO | Sv%   | GAA  |
| -------------- | ---------- | -- | ------ | -- | -- | ----- | ---- |
| Petri Vehanen  | Finnland   | 8  | 388:13 | 8  | 1  | 95,43 | 1,24 |
| Viktor Fasth   | Schweden   | 7  | 420:00 | 12 | 3  | 94,57 | 1,71 |
| Ondřej Pavelec | Tschechien | 8  | 479:16 | 15 | 2  | 93,93 | 1,88 |
| Tobias Stephan | Schweiz    | 4  | 240:48 | 7  | 1  | 93,69 | 1,74 |
| Lars Haugen    | Norwegen   | 7  | 422:18 | 19 | 1  | 92,61 | 2,70 |

### Abschlussplatzierungen

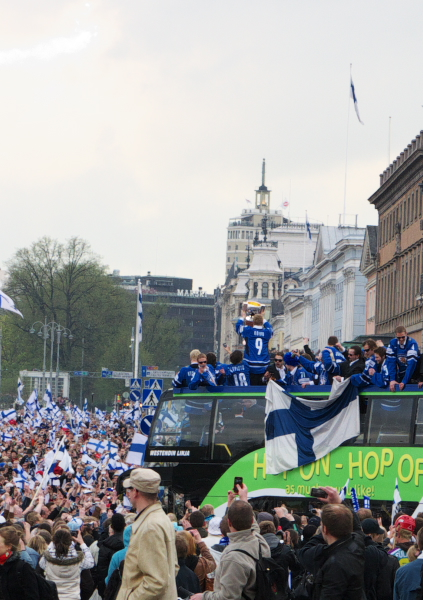
Der finnische Kapitän Mikko Koivu mit dem Siegerpokal, 16. Mai 2011 in Helsinki

Die Platzierungen ergeben sich nach folgenden Kriterien:
- Plätze 1 bis 4: Ergebnisse im Finale sowie im Spiel um Platz 3
- Plätze 5 bis 8 (Verlierer der Viertelfinalpartien): nach Platzierung, dann Punkten, dann Tordifferenz in der Zwischenrunde
- Plätze 9 bis 12 (5. und 6. in der Zwischenrunde): nach Platzierung, dann Punkten, dann Tordifferenz in der Zwischenrunde
- Plätze 13 bis 16 (Abstiegsrunde): nach Platzierung

| Pl. | Team        |
| --- | ----------- |
| 1   | Finnland    |
| 2   | Schweden    |
| 3   | Tschechien  |
| 4   | Russland    |
| 5   | Kanada      |
| 6   | Norwegen    |
| 7   | Deutschland |
| 8   | USA         |
| 9   | Schweiz     |
| 10  | Slowakei    |
| 11  | Dänemark    |
| 12  | Frankreich  |
| 13  | Lettland    |
| 14  | Belarus     |
| 15  | Österreich  |
| 16  | Slowenien   |

### Titel, Auf- und Abstieg
| Weltmeister Finnland | Juhamatti Aaltonen, Mikael Granlund, Niko Hovinen, Jarkko Immonen, Topi Jaakola, Jesse Joensuu, Niko Kapanen, Leo Komarov, Lasse Kukkonen, Mikko Koivu, Janne Lahti, Jani Lajunen, Teemu Lassila, Sami Lepistö, Janne Niskala, Petteri Nokelainen, Janne Pesonen, Antti Pihlström, Pasi Puistola, Mika Pyörälä, Tuomo Ruutu, Anssi Salmela, Ossi Väänänen, Jyrki Välivaara, Petri Vehanen Cheftrainer: Jukka Jalonen Assistenztrainer: Pasi Nurminen, Petri Matikainen |

| Silber Schweden | Mikael Backlund, Patrik Berglund, Oliver Ekman Larsson, Jimmie Ericsson, Loui Eriksson, Tim Erixon, Erik Ersberg, Viktor Fasth, Daniel Fernholm, Nicklas Grossmann, Carl Gunnarsson, Andreas Jämtin, Staffan Kronwall, Marcus Krüger, Anders Nilsson, Robert Nilsson, Magnus Pääjärvi-Svensson, Niklas Persson, David Petrasek, David Rundblad, Jakob Silfverberg, Mattias Sjögren, Mattias Tedenby, Martin Thörnberg, Rickard Wallin Cheftrainer: Pär Mårts Assistenztrainer: Rikard Grönborg, Peter Popovic, Roger Rönnberg |

| Bronze Tschechien | Petr Čáslava, Roman Červenka, Patrik Eliáš, Michael Frolík, Martin Havlát, Petr Hubáček, Jaromír Jágr, Jakub Kovář, Lukáš Krajíček, Jan Marek, Radek Martínek, Milan Michálek, Zbyněk Michálek, Ondřej Němec, Jiří Novotný, Ondřej Pavelec, Tomáš Plekanec, Petr Průcha, Karel Rachůnek, Tomáš Rolinek, Martin Škoula, Jakub Štěpánek, Petr Vampola, Jakub Voráček, Marek Židlický Cheftrainer: Alois Hadamczik Assistenztrainer: Josef Paleček |

| Absteiger in die Division I:    | Österreich, Slowenien |
| Aufsteiger in die Top-Division: | Italien, Kasachstan   |

### Auszeichnungen
Spielertrophäen
| Auszeichnung         | Spieler          | Team       |
| -------------------- | ---------------- | ---------- |
| Wertvollster Spieler | Viktor Fasth     | Schweden   |
| Bester Torhüter      | Viktor Fasth     | Schweden   |
| Bester Verteidiger   | Alex Pietrangelo | Kanada     |
| Bester Stürmer       | Jaromír Jágr     | Tschechien |

All-Star-Team
| Angriff:      | Jarkko Immonen – Patrik Berglund – Jaromír Jágr |
| Verteidigung: | David Petrasek – Marek Židlický                 |
| Tor:          | Viktor Fasth                                    |

## Division I

### Gruppe A in Budapest, Ungarn
Das Turnier der Gruppe A fand vom 17. bis 23. April 2011 in Ungarns Hauptstadt Budapest statt. Spielstätte war die Papp László Budapest Sportaréna, die Platz für 9.479 Zuschauer bietet. Japan sagte die Teilnahme an der Division I aufgrund des Tōhoku-Erdbebens und dessen unmittelbarer Folgen ab. Somit spielten lediglich fünf statt der üblichen sechs Teams in der Gruppe.
Aufgrund der Absage der Japaner beschränkte sich das Feld der Favoriten auf die abgestiegenen Italiener und die gastgebenden Ungarn, die zuletzt im Jahr 2009 in der Top-Division gespielt hatten. Beide Teams gaben sich an den ersten drei Spieltagen keine Blöße und gewannen ihre Spiele. Im direkten Duell der beiden am letzten Spieltag setzte sich Italien in der Verlängerung durch. Den entscheidenden Treffer zum Wiederaufstieg erzielte Armin Helfer. Hinter den Top-Nationen kämpften die Niederlande und Südkorea um den dritten Rang. Da Südkorea erstmals gegen die Niederländer gewann, reichte ihnen am Schlusstag ein Punkt gegen Spanien. Diese gewannen das Spiel auch mit 3:2 in der Verlängerung. Die vorangegangene Niederlage gegen die Niederlande sorgte jedoch für den Abstieg der Iberer in die Division II.
| 17. April 2011 16:00 Uhr | Spanien | 0:2 (0:0, 0:1, 0:1) Spielbericht | Italien P. Iannone (29:05) A. Helfer (49:53) | Papp László Budapest Sportaréna, Budapest Zuschauer: 2.900 |

| 17. April 2011 19:30 Uhr | Niederlande D. Hagemeijer (31:07) C. van Schagen (32:05) I. van den Heuvel (58:56) | 3:7 (0:4, 2:1, 1:2) Spielbericht | Ungarn L. Sikorcin (13:53) A. Horváth (15:56) C. Kovács (17:13) I. Sofron (18:12) I. Sofron (28:35) M. Vas (43:59) J. Vas (55:43) | Papp László Budapest Sportaréna, Budapest Zuschauer: 7.961 |

| 18. April 2011 16:00 Uhr | Italien L. Ansoldi (0:21) G. Scandella (3:40) P. Iannone (26:40) | 3:2 (2:1, 1:1, 0:0) Spielbericht | Niederlande T. Demelinne (16:56) T. Demelinne (24:11) | Papp László Budapest Sportaréna, Budapest Zuschauer: 2.820 |

| 18. April 2011 19:30 Uhr | Ungarn M. Vas (5:08) R. Holéczy (9:39) I. Sofron (17:55) D. Kóger (55:17) I. Sofron (55:24) I. Sofron (58:38) | 6:3 (3:1, 0:0, 3:2) Spielbericht | Südkorea Lee D.-k. (14:58) Kim S.-w. (45:52) Shin S.-w. (49:04) | Papp László Budapest Sportaréna, Budapest Zuschauer: 7.366 |

| 20. April 2011 16:00 Uhr | Spanien C. Quevedo (44:25) J. J. Palacín (52:25) | 2:8 (0:4, 0:2, 2:2) Spielbericht | Niederlande J. Schaafsma (3:33) T. Demelinne (7:10) D. Hagemeijer (9:31) M. Kars (10:43) R. Wurm (30:36) D. Hagemeijer (35:14) R. Wurm (45:57) M. Kars (47:47) | Papp László Budapest Sportaréna, Budapest Zuschauer: 1.960 |

| 20. April 2011 19:30 Uhr | Italien M. Insam (10:54) G. Scandella (24:28) M. Insam (35:55) A. Egger (40:46) T. Larkin (52:07) P. Iannone (58:54) | 6:0 (1:0, 2:0, 3:0) Spielbericht | Südkorea | Papp László Budapest Sportaréna, Budapest Zuschauer: 2.650 |

| 22. April 2011 16:00 Uhr | Niederlande I. van den Heuvel (18:00) J. Schaafsma (20:35) R. Wurm (36:00) | 3:6 (1:1, 2:4, 0:1) Spielbericht | Südkorea Lee Y.-j. (3:48) Kim W.-j. (21:30) Kim G.-h. (30:19) Park W.-s. (32:30) Lee D.-k. (34:08) Kim G.-h. (58:04) | Papp László Budapest Sportaréna, Budapest Zuschauer: 2.822 |

| 22. April 2011 19:30 Uhr | Ungarn T. Pozsgai (9:15) A. Benk (10:32) A. Horváth (11:24) B. Ladányi (15:41) B. Magosi (16:55) A. Horváth (28:16) K. Palkovics (31:43) C. Kovács (35:20) K. Palkovics (47:42) N. Galanisz (48:37) C. Kovács (51:35) I. Bartalis (52:53) I. Sofron (56:39) | 13:1 (5:0, 3:0, 5:1) Spielbericht | Spanien J. Brabo (46:20) | Papp László Budapest Sportaréna, Budapest Zuschauer: 8.479 |

| 23. April 2011 16:00 Uhr | Südkorea Kim W.-j. (36:23) Kim W.-j. (52:55) | 2:3 n. V. (0:1, 1:0, 1:1, 0:1) Spielbericht | Spanien J. J. Palacín (18:09) C. Quevedo (45:23) S. Barnola (64:05) | Papp László Budapest Sportaréna, Budapest Zuschauer: 2.996 |

| 23. April 2011 19:30 Uhr | Italien M. Souza (3:36) G. Scandella (10:00) G. Scandella (19:51) A. Helfer (60:56) | 4:3 n. V. (3:1, 0:1, 0:1, 1:0) Spielbericht | Ungarn B. Ladányi (11:42) L. Sikorcin (29:57) M. Vas (44:21) | Papp László Budapest Sportaréna, Budapest Zuschauer: 8.723 |

| Pl. |             | Sp | S | OTS | OTN | N | Tore  | Punkte |
| 1.  | Italien     | 4  | 3 | 1   | 0   | 0 | 15:05 | 11     |
| 2.  | Ungarn      | 4  | 3 | 0   | 1   | 0 | 29:11 | 10     |
| 3.  | Südkorea    | 4  | 1 | 0   | 1   | 2 | 11:18 | 4      |
| 4.  | Niederlande | 4  | 1 | 0   | 0   | 3 | 16:18 | 3      |
| 5.  | Spanien     | 4  | 0 | 1   | 0   | 3 | 06:25 | 2      |
| –   | Japan       | –  | – | –   | –   | – | –0:0– | –      |

Abkürzungen: Pl. = Platz, Sp = Spiele, S = Siege, OTS = Siege nach Verlängerung (Overtime) oder Penaltyschießen, OTN = Niederlagen nach Verlängerung oder Penaltyschießen, N = Niederlagen

Erläuterungen: Aufsteiger in die Top-Division, Absteiger in die Division II, Turnierabsage

#### Division-I-Siegermannschaft
| Division-I-Aufsteiger Italien | Luca Ansoldi, Daniel Bellissimo, Matt De Marchi, Alexander Egger, Luca Felicetti, Nicola Fontanive, Ingemar Gruber, Armin Helfer, Armin Hofer, Patrick Iannone, Marco Insam, Diego Iori, Trevor Johnson, Thomas Larkin, Andreas Lutz, Jonathan Pittis, Nick Plastino, Giulio Scandella, Mike Souza, Manuel De Toni, Thomas Tragust, Ryan Watson Trainer: Rick Cornacchia |

### Gruppe B in Kiew, Ukraine
Das Turnier der Gruppe B fand vom 17. bis 23. April 2011 in der ukrainischen Hauptstadt Kiew statt. Alle Spiele wurden im Sportpalast Kiew mit 7.200 Plätzen ausgetragen.
Im Vorfeld waren die abgestiegenen Kasachen und die gastgebenden Ukrainer, die zuletzt im 2007 in der Top-Division gespielt hatten, die Favoriten auf den Aufstieg in die Top-Division. Der erste Spieltag endete jedoch gleich mit einer Überraschung. Während Kasachstan souverän gegen Aufsteiger Estland gewann, patzte die Ukraine gegen die starken Briten. Kasachstan gewann auch am folgenden Spieltag, diesmal gegen Großbritannien mit 2:1. Die Ukraine korrigierte den Fehlstart mit einem deutlichen Sieg über Litauen. Ebenso siegte Polen, dass nach zwei Spieltagen die Tabelle mit sechs Punkten anführte. Durch eine Niederlage gegen die Ukraine und gleichzeitigen Siegen der Briten und Kasachen büßten die Polen ihre Spitzenposition aber alsbald ein. Die Ukraine, Kasachstan und Großbritannien siegten auch am vierten Spieltag, wodurch alle drei Teams am Schlusstag noch die Chance zum Aufstieg besaßen. Die Briten waren dabei jedoch von der Schützenhilfe der Ukrainer abhängig. Kasachstan siegte im letzten Turnierduell gegen die Gastgeber und machte damit den direkten Wiederaufstieg perfekt. Mit 14 Punkten lagen sie am Ende zwei vor Großbritannien und vier vor der Ukraine. Im Abstiegsduell zwischen Litauen und Estland siegte Litauen deutlich. Estland stieg somit erneut in die Division II ab.
| 17. April 2011 12:30 Uhr | Estland A. Makrov (28:46) | 1:5 (0:2, 1:1, 0:2) Spielbericht | Kasachstan F. Polischtschuk (7:58) W. Krasnoslobodzew (16:01) D. Dudarew (39:18) T. Schailauow (55:48) R. Startschenko (59:08) | Sportpalast, Kiew Zuschauer: 1.602 |

| 17. April 2011 16:00 Uhr | Litauen P. Rulevičius (12:21) | 1:5 (1:2, 0:2, 0:1) Spielbericht | Polen M. Danieluk (9:19) J. Witecki (15:00) J. Rzeszutko (38:38) M. Łopuski (39:38) M. Kolusz (51:02) | Sportpalast, Kiew Zuschauer: 2.813 |

| 17. April 2011 19:30 Uhr | Großbritannien D. Clarke (24:15) R. Dowd (31:11) D. Clarke (36:22) C. Shields (43:05) J. Phillips (52:24) | 5:3 (0:1, 3:2, 2:0) Spielbericht | Ukraine O. Pobjedonoszew (11:40) O. Tymtschenko (26:12) O. Pobjedonoszew (38:03) | Sportpalast, Kiew Zuschauer: 5.892 |

| 18. April 2011 12:30 Uhr | Polen K. Zapała (5:47) M. Łopuski (23:58) M. Urbanowicz (36:55) M. Łopuski (41:03) M. Kolusz (42:37) J. Rzeszutko (49:18) K. Dziubiński (52:39) G. Pasiut (54:42) | 8:3 (1:0, 2:1, 5:2) Spielbericht | Estland A. Petrov (21:00) A. Sibirtsev (55:37) D. Suur (58:01) | Sportpalast, Kiew Zuschauer: 875 |

| 18. April 2011 16:00 Uhr | Kasachstan A. Gawrilin (29:08) D. Dudarew (54:34) | 2:1 (0:1, 1:0, 1:0) Spielbericht | Großbritannien D. Longstaff (14:46) | Sportpalast, Kiew Zuschauer: 2.119 |

| 18. April 2011 19:30 Uhr | Ukraine D. Nimenko (2:33) O. Pobjedonoszew (14:28) O. Materuchin (37:33) S. Tschernenko (44:43) O. Schafarenko (46:18) | 5:1 (2:0, 1:1, 2:0) Spielbericht | Litauen M. Kieras (22:11) | Sportpalast, Kiew Zuschauer: 3.675 |

| 20. April 2011 12:30 Uhr | Kasachstan T. Schailauow (3:05) J. Bumagin (7:13) J. Bumagin (26:54) K. Romanow (30:26) R. Startschenko (31:04) T. Schailauow (53:45) M. Chudjakow (55:58) | 7:0 (2:0, 3:0, 2:0) Spielbericht | Litauen | Sportpalast, Kiew Zuschauer: 1.002 |

| 20. April 2011 16:00 Uhr | Estland | 0:7 (0:7, 0:0, 0:0) Spielbericht | Großbritannien P. Hill (3:06) A. Tait (4:59) D. Longstaff (8:19) J. Phillips (8:45) D. Clarke (10:41) B. O’Connor (18:17) R. Dowd (19:42) | Sportpalast, Kiew Zuschauer: 1.248 |

| 20. April 2011 19:30 Uhr | Ukraine A. Michnow (14:47) O. Schafarenko (23:54) O. Tymtschenko (34:37) O. Schafarenko (39:58) | 4:1 (1:0, 3:1, 0:0) Spielbericht | Polen G. Pasiut (39:23) | Sportpalast, Kiew Zuschauer: 6.686 |

| 21. April 2011 12:30 Uhr | Großbritannien M. Myers (2:31) B. O’Connor (13:26) D. Longstaff (16:59) D. Clarke (19:24) C. Neilson (30:12) | 5:2 (4:0, 1:1, 0:1) Spielbericht | Litauen D. Lelėnas (32:56) D. Pliskauskas (50:14) | Sportpalast, Kiew Zuschauer: 714 |

| 21. April 2011 16:00 Uhr | Polen M. Urbanowicz (41:06) L. Laszkiewicz (50:06) | 2:4 (0:2, 0:1, 2:1) Spielbericht | Kasachstan M. Beljajew (5:57) R. Sawtschenko (11:37) K. Puschkarjow (34:58) M. Semjonow (59:08) | Sportpalast, Kiew Zuschauer: 1.538 |

| 21. April 2011 19:30 Uhr | Ukraine W. Schachrajtschuk (17:27) O. Tymtschenko (23:15) S. Klymentjew (24:59) O. Materuchin (33:37) O. Materuchin (39:06) | 5:2 (1:0, 4:2, 0:0) Spielbericht | Estland A. Makrov (24:21) A. Makrov (37:17) | Sportpalast, Kiew Zuschauer: 5.238 |

| 23. April 2011 12:30 Uhr | Litauen M. Kieras (5:12) A. Katulis (9:49) P. Verenis (31:57) D. Kumeliauskas (48:28) P. Verenis (58:58) | 5:2 (2:1, 1:1, 2:0) Spielbericht | Estland V. Titarenko (19:17) T. Suursoo (35:20) | Sportpalast, Kiew Zuschauer: 892 |

| 23. April 2011 16:00 Uhr | Polen F. Drzewiecki (6:51) K. Dziubiński (33:36) | 2:3 (1:2, 1:0, 0:1) Spielbericht | Großbritannien J. Weaver (13:15) R. Cowley (13:55) B. O’Connor (53:04) | Sportpalast, Kiew Zuschauer: 1.754 |

| 23. April 2011 19:30 Uhr | Kasachstan M. Beljajew (31:11) A. Gawrilin (52:22) F. Polischtschuk (62:01) | 3:2 n. V. (0:0, 1:1, 1:1, 1:0) Spielbericht | Ukraine J. Nawarenko (39:40) O. Tymtschenko (45:08) | Sportpalast, Kiew Zuschauer: 6.837 |

| Pl. |                | Sp | S | OTS | OTN | N | Tore  | Punkte |
| 1.  | Kasachstan     | 5  | 4 | 1   | 0   | 0 | 21:06 | 14     |
| 2.  | Großbritannien | 5  | 4 | 0   | 0   | 1 | 21:09 | 12     |
| 3.  | Ukraine        | 5  | 3 | 0   | 1   | 1 | 19:12 | 10     |
| 4.  | Polen          | 5  | 2 | 0   | 0   | 3 | 18:15 | 6      |
| 5.  | Litauen        | 5  | 1 | 0   | 0   | 4 | 09:24 | 3      |
| 6.  | Estland        | 5  | 0 | 0   | 0   | 5 | 08:30 | 0      |

Abkürzungen: Pl. = Platz, Sp = Spiele, S = Siege, OTS = Siege nach Verlängerung (Overtime) oder Penaltyschießen, OTN = Niederlagen nach Verlängerung oder Penaltyschießen, N = Niederlagen

Erläuterungen: Aufsteiger in die Top-Division, Absteiger in die Division II

#### Division-I-Siegermannschaft
| Division-I-Aufsteiger Kasachstan | Maxim Beljajew, Jewgeni Bumagin, Maxim Chudjakow, Dmitri Dudarew, Jewgeni Fadejew, Andrei Gawrilin, Witali Jeremejew, Alexei Koledajew, Witali Kolesnik, Wadim Krasnoslobodzew, Alexei Kusnezow, Artemi Lakisa, Witali Nowopaschin, Fjodor Polischtschuk, Konstantin Puschkarjow, Konstantin Romanow, Roman Sawtschenko, Talghat Schailauow, Maxim Semjonow, Roman Startschenko, Alexei Troschtschinski, Dmitri Upper, Alexei Wassiltschenko Trainer: Andrei Chomutow |

### Auf- und Abstieg
| Absteiger in die Division I:    | Österreich, Slowenien |
| Aufsteiger in die Top-Division: | Italien, Kasachstan   |
| Absteiger in die Division II:   | Estland, Spanien      |
| Aufsteiger in die Division I:   | Australien, Rumänien  |

## Division II

### Gruppe A in Melbourne, Australien
Vom 4. bis 10. April 2011 wurden in Melbourne, Australien die Spiele der Gruppe A ausgetragen. Spielort war das Medibank Icehouse, das Platz für ca. 1.500 Zuschauer bietet. Nordkorea verzichtete aus finanziellen Gründen auf eine Teilnahme an der Division II. Sämtliche Spiele wurden mit drei Punkten und 5:0 Toren für den jeweiligen Gegner gewertet. Australien, das im Vorjahr an Spanien gescheitert war, gelang mit vier Siegen aus vier Spielen der Aufstieg in die Division I, aus der man zwei Jahre zuvor abgestiegen war. Das entscheidende letzte Spiel wurde mit 4:2 gegen Serbien gewonnen, dass dadurch noch hinter Neuseeland auf den dritten Platz zurückfiel. Wegen des Nichtantritts der Nordkoreaner verblieb Mexiko trotz vier deutlichen Niederlagen in der Division II.
| 4. April 2011 13:00 Uhr (Ortszeit) | 4. April 2011 5:00 Uhr (MESZ) | Belgien P. Camelbeeck (16:04) K. Van Looy (22:23) V. Morgan (30:15) | 3:2 (1:1, 2:0, 0:1) Spielbericht | Serbien M. Milovanović (17:37) M. Prokić (51:27) | Medibank Icehouse, Melbourne Zuschauer: 134 |

| 4. April 2011 16:30 Uhr | 4. April 2011 8:30 Uhr | Nordkorea | 0:5 (Wertung) | Neuseeland | Medibank Icehouse, Melbourne Zuschauer: keine |

| 4. April 2011 20:00 Uhr | 4. April 2011 12:00 Uhr | Australien T. Manco (2:28) S. Stephenson (31:22) J. Hughes (32:33) J. Hughes (35:46) N. Walker (36:33) J. Hughes (40:52) N. Walker (46:48) L. Webster (48:18) J. Hughes (55:20) L. Webster (55:31) J. Gavin (59:47) | 11:1 (1:0, 4:0, 6:1) Spielbericht | Mexiko A. Gutierrez (47:00) | Medibank Icehouse, Melbourne Zuschauer: 1.200 |

| 5. April 2011 15:45 Uhr | 5. April 2011 7:45 Uhr | Mexiko | 5:0 (Wertung) | Nordkorea | Medibank Icehouse, Melbourne Zuschauer: keine |

| 5. April 2011 19:15 Uhr | 5. April 2011 11:15 Uhr | Serbien M. Sretović (0:22) N. Vučurević (5:04) M. Sretović (7:06) B. Janković (18:40) M. Prokić (41:18) B. Gabrić (52:17) | 6:4 (4:1, 0:0, 2:3) Spielbericht | Neuseeland C. Eaden (11:32) C. Down (47:22) C. Eaden (56:29) C. Eaden (58:20) | Medibank Icehouse, Melbourne Zuschauer: 358 |

| 6. April 2011 20:00 Uhr | 6. April 2011 12:00 Uhr | Australien L. Webster (24:34) N. Walker (25:15) G. Oddy (35:58) J. Hughes (40:43) D. Upton (59:49) | 5:3 (0:0, 3:1, 2:2) Spielbericht | Belgien K. Van Looy (27:07) B. Kolodziejczyk (41:52) B. Vercammen (48:13) | Medibank Icehouse, Melbourne Zuschauer: 1.320 |

| 7. April 2011 13:00 Uhr | 7. April 2011 5:00 Uhr | Serbien M. Sretović (2:19) M. Sretović (22:52) I. Prokić (24:17) M.-A. Fournier (27:01) B. Mamić (29:44) I. Prokić (42:05) F. Perowne (51:58) | 7:0 (1:0, 4:0, 2:0) Spielbericht | Mexiko | Medibank Icehouse, Melbourne Zuschauer: 103 |

| 7. April 2011 16:30 Uhr | 7. April 2011 8:30 Uhr | Belgien | 0:5 (0:2, 0:3, 0:0) Spielbericht | Neuseeland P. Heyd (4:14) C. Eaden (8:51) B. Lee (25:47) J. Challis (32:08) C. Huber (36:41) | Medibank Icehouse, Melbourne Zuschauer: 256 |

| 7. April 2011 20:00 Uhr | 7. April 2011 12:00 Uhr | Australien | 5:0 (Wertung) | Nordkorea | Medibank Icehouse, Melbourne Zuschauer: keine |

| 8. April 2011 20:00 Uhr | 8. April 2011 12:00 Uhr | Nordkorea | 0:5 (Wertung) | Serbien | Medibank Icehouse, Melbourne Zuschauer: keine |

| 9. April 2011 16:30 Uhr | 9. April 2011 8:30 Uhr | Mexiko A. Valenzuela (17:47) A. Gutierrez (55:39) | 2:8 (1:1, 0:3, 1:4) Spielbericht | Belgien K. Van Looy (17:20) K. Van Looy (22:54) M. Morgan (24:59) B. Kolodziejczyk (26:28) J. Raekelboom (41:17) B. Kolodziejczyk (41:36) M. Morgan (50:07) D. Leirs (51:32) | Medibank Icehouse, Melbourne Zuschauer: 280 |

| 9. April 2011 20:00 Uhr | 9. April 2011 12:00 Uhr | Neuseeland | 0:2 (0:0, 0:2, 0:0) Spielbericht | Australien N. Walker (27:17) J. Hughes (36:09) | Medibank Icehouse, Melbourne Zuschauer: 1.500 |

| 10. April 2011 13:00 Uhr | 10. April 2011 5:00 Uhr | Belgien | 5:0 (Wertung) | Nordkorea | Medibank Icehouse, Melbourne Zuschauer: keine |

| 10. April 2011 15:45 Uhr | 9. April 2011 7:45 Uhr | Neuseeland C. Eaden (17:32) I. Wannamaker (22:43) B. Speirs (30:47) A. Cox (56:38) P. Heyd (58:51) | 5:0 (1:0, 2:0, 2:0) Spielbericht | Mexiko | Medibank Icehouse, Melbourne Zuschauer: 531 |

| 10. April 2011 19:15 Uhr | 9. April 2011 11:15 Uhr | Serbien N. Raković (7:48) M. Kovačević (41:07) | 2:4 (1:2, 0:1, 1:1) Spielbericht | Australien G. Oddy (7:57) D. Upton (11:57) J. Hughes (26:43) L. Webster (58:33) | Medibank Icehouse, Melbourne Zuschauer: 1.550 |

| Pl. |            | Sp | S | OTS | OTN | N | Tore  | Punkte |
| 1.  | Australien | 5  | 5 | 0   | 0   | 0 | 27:06 | 15     |
| 2.  | Neuseeland | 5  | 3 | 0   | 0   | 2 | 19:08 | 9      |
| 3.  | Serbien    | 5  | 3 | 0   | 0   | 2 | 22:11 | 9      |
| 4.  | Belgien    | 5  | 3 | 0   | 0   | 2 | 19:14 | 9      |
| 5.  | Mexiko     | 5  | 1 | 0   | 0   | 4 | 08:31 | 3      |
| 6.  | Nordkorea  | 5  | 0 | 0   | 0   | 5 | 00:25 | 0      |

Abkürzungen: Pl. = Platz, Sp = Spiele, S = Siege, OTS = Siege nach Verlängerung (Overtime) oder Penaltyschießen, OTN = Niederlagen nach Verlängerung oder Penaltyschießen, N = Niederlagen

Erläuterungen: Aufsteiger in die Division I, Absteiger in die Division III

#### Division-II-Siegermannschaft
| Division-II-Aufsteiger Australien | Aaron Clayworth, Stuart Denman, Matthew Ezzy, Jordan Gavin, Todd Graham, Joey Hughes, David Huxley, Tomas Manco, Greg Oddy, Thomas Powell, Mark Rummukainen, Christopher Sekura, Scott Stephenson, Todd Stephenson, Vladan Stransky, Ben Thilthorpe, Luke Thilthorpe, Brett Thomas, David Upton, Nathan Walker, Lliam Webster, Andrew White Trainer: Vladimir Rubes |

### Gruppe B in Zagreb, Kroatien
Die Spiele der Gruppe B fanden vom 10. bis 16. April 2011 in der kroatischen Hauptstadt Zagreb statt. Gespielt wurde im Dom sportova, der eine Kapazität von 7.000 Plätzen hat.
| 10. April 2011 13:00 Uhr | Rumänien E. Mihály (4:37) T. Becze (7:41) Z. Antal (8:23) O. Bíró (13:08) C. Virág (19:04) Z. Molnár (29:20) A. Góga (50:12) O. Bíró (54:45) S. Papp (55:21) | 9:4 (5:1, 1:2, 3:1) Spielbericht | Volksrepublik China Cui Z. (18:54) Zhang W. (25:36) Zhang W. (29:46) Fu N. (50:12) | Dom sportova, Zagreb Zuschauer: 100 |

| 10. April 2011 16:30 Uhr | Irland | 0:6 (0:2, 0:4, 0:0) Spielbericht | Bulgarien M. Bojadschiew (5:55) S. Muchatschew (14:12) M. Milanow (23:17) M. Milanow (23:43) A. Jotow (28:27) A. Jotow (33:45) | Dom sportova, Zagreb Zuschauer: 120 |

| 10. April 2011 20:15 Uhr | Island | 0:9 (0:3, 0:3, 0:3) Spielbericht | Kroatien D. Kanaet (11:31) M. Lovrenčić (15:38) V. Žibret (19:15) B. Rendulić (21:02) M. Lovrenčić (22:54) J. Kučera (36:20) M. Lovrenčić (46:46) M. Blagus (49:59) M. Blagus (59:56) | Dom sportova, Zagreb Zuschauer: 3.000 |

| 11. April 2011 13:00 Uhr | Volksrepublik China Zhang H. (25:19) Li J. (31:30) Zhang W. (43:42) Zhang H. (45:16) Zhang W. (58:38) | 5:0 (0:0, 2:0, 3:0) Spielbericht | Irland | Dom sportova, Zagreb Zuschauer: 80 |

| 11. April 2011 16:30 Uhr | Rumänien Z. Molnár (27:42) S. Papp (33:19) O. Bíró (45:02) E. Moldován (59:18) | 4:2 (0:1, 2:1, 2:0) Spielbericht | Island R. Hedström (3:08) E. Alengård (20:37) | Dom sportova, Zagreb Zuschauer: 85 |

| 11. April 2011 20:15 Uhr | Kroatien B. Rendulić (1:12) T. Grozaj (8:29) T. Čunko (14:29) T. Čunko (18:58) M. Lovrenčić (20:48) D. Plahutar (22:41) M. Ljubić (23:49) B. Rendulić (24:16) M. Blagus (24:42) M. Blagus (28:49) M. Lovrenčić (31:15) M. Lovrenčić (35:11) M. Brumerčík (39:03) D. Plahutar (49:06) N. Senzel (56:22) D. Kanaet (57:30) B. Rendulić (58:35) | 17:2 (4:0, 9:1, 4:1) Spielbericht | Bulgarien S. Georgiew (23:04) A. Jotow (59:40) | Dom sportova, Zagreb Zuschauer: 1.000 |

| 13. April 2011 13:00 Uhr | Island O. Björnsson (26:57) E. Þormóðsson (35:26) E. Þormóðsson (38:55) | 3:2 (0:0, 3:0, 0:2) Spielbericht | Bulgarien A. Jotow (46:49) S. Muchatschew (48:47) | Dom sportova, Zagreb Zuschauer: 60 |

| 13. April 2011 16:30 Uhr | Rumänien O. Bíró (0:24) R. Gliga (3:11) J. Adorján (5:46) J. Pyssarenko (12:16) S. Papp (12:30) C. Virág (16:27) E. Kósa (20:22) L. Péter (24:25) I. Nagy (30:48) S. Papp (31:32) E. Kósa (34:03) T. Becze (34:30) T. Becze (35:25) Z. Bálint (36:22) Z. Bálint (41:44) Z. Molnár (42:47) T. Becze (46:09) A. Góga (48:40) I. Nagy (54:18) T. Becze (56:13) R. Gliga (57:40) E. Moldován (58:04) | 22:0 (6:0, 8:0, 8:0) Spielbericht | Irland | Dom sportova, Zagreb Zuschauer: 80 |

| 13. April 2011 20:15 Uhr | Kroatien B. Rendulić (9:08) M. Sertić (22:57) B. Rendulić (32:56) K. Švigir (39:16) D. Kanaet (59:31) | 5:2 (1:1, 3:0, 1:1) Spielbericht | Volksrepublik China Liu Y. (19:32) Zhang W. (40:40) | Dom sportova, Zagreb Zuschauer: 1.200 |

| 15. April 2011 13:00 Uhr | Bulgarien S. Muchatschew (37:41) | 1:10 (0:3, 1:5, 0:2) Spielbericht | Rumänien E. Mihály (3:32) Z. Antal (5:10) T. Becze (12:09) Z. Pál (23:47) E. Moldován (27:37) S. Papp (29:04) I. Nagy (32:56) E. Mihály (37:12) J. Pyssarenko (57:02) Z. Antal (59:21) | Dom sportova, Zagreb Zuschauer: 40 |

| 15. April 2011 16:30 Uhr | Volksrepublik China Zhang W. (16:36) Zhang W. (29:09) Lang B. (40:49) | 3:5 (1:1, 1:3, 1:1) Spielbericht | Island Ú. Andrésson (13:32) E. Þormóðsson (25:37) A. Mikaelsson (35:20) E. Þormóðsson (38:09) J. Gíslason (53:13) | Dom sportova, Zagreb Zuschauer: 100 |

| 15. April 2011 20:15 Uhr | Irland D. Morrison (14:56) G. Roberts (42:58) S. Dooley (50:47) M. Morrison (56:02) | 4:21 (1:7, 0:6, 3:8) Spielbericht | Kroatien T. Čunko (2:56) M. Novak (3:42) S. Belić (6:06) M. Lovrenčić (7:02) M. Brumerčík (7:17) V. Žibret (17:45) D. Kanaet (19:56) D. Kanaet (27:05) M. Lovrenčić (30:56) M. Ljubić (32:12) V. Žibret (33:33) M. Smerdelj (35:41) D. Kanaet (37:44) M. Novak (40:14) T. Čunko (43:15) K. Švigir (47:37) T. Grozaj (49:33) V. Žibret (51:02) B. Rendulić (54:31) K. Švigir (58:48) D. Kanaet (59:07) | Dom sportova, Zagreb Zuschauer: 850 |

| 16. April 2011 13:30 Uhr | Bulgarien M. Bojadschiew (28:55) S. Muchatschew (30:52) S. Muchatschew (39:00) S. Muchatschew (39:22) M. Gjurow (55:02) L. Gjumow (59:40) | 6:12 (0:2, 4:5, 2;5) Spielbericht | Volksrepublik China Liu Y. (7:31) Cui Z. (11:55) Liu W. (22:35) Fu N. (33:34) Liu Y. (34:22) Liu Y. (37:01) Meng Q. (37:12) Fu N. (42:14) Liu W. (45:37) Cui Z. (48:20) Fu N. (53:26) Zhang W. (59:19) | Dom sportova, Zagreb Zuschauer: 70 |

| 16. April 2011 16:30 Uhr | Island E. Alengård (0:12) B. Árnason (1:07) A. Mikaelsson (3:30) E. Þormóðsson (13:50) M. Sigurðarson (15:12) Ó. Björnsson (18:06) A. Mikaelsson (22:03) E. Þormóðsson (23:24) G. Þormóðsson (13:50) A. Mikaelsson (35:29) I. Elíasson (39:35) G. Þormóðsson (52:05) S. Sigurðsson (54:57) D. Ädel (58:11) | 14:0 (6:0, 5:0, 3:0) Spielbericht | Irland | Dom sportova, Zagreb Zuschauer: 100 |

| 16. April 2011 20:15 Uhr | Kroatien B. Rendulić (5:46) | 1:2 (1:0, 0:1, 0:1) Spielbericht | Rumänien Z. Antal (8:23) M. Petres (44:49) | Dom sportova, Zagreb Zuschauer: 3.000 |

| Pl. |                     | Sp | S | OTS | OTN | N | Tore  | Punkte |
| 1.  | Rumänien            | 5  | 5 | 0   | 0   | 0 | 47:08 | 15     |
| 2.  | Kroatien            | 5  | 4 | 0   | 0   | 1 | 53:10 | 12     |
| 3.  | Island              | 5  | 3 | 0   | 0   | 2 | 24:18 | 9      |
| 4.  | Volksrepublik China | 5  | 2 | 0   | 0   | 3 | 26:25 | 6      |
| 5.  | Bulgarien           | 5  | 1 | 0   | 0   | 4 | 17:42 | 3      |
| 6.  | Irland              | 5  | 0 | 0   | 0   | 5 | 04:68 | 0      |

Abkürzungen: Pl. = Platz, Sp = Spiele, S = Siege, OTS = Siege nach Verlängerung (Overtime) oder Penaltyschießen, OTN = Niederlagen nach Verlängerung oder Penaltyschießen, N = Niederlagen

Erläuterungen: Aufsteiger in die Division I, Absteiger in die Division III

#### Division-II-Siegermannschaft
| Division-II-Aufsteiger Rumänien | József Adorján, Zsombor Antal, Zsolt Bálint, Tibor Basilidesz, Tihamér Becze, Ottó Bíró, Adrian Catrinoi Cornea, Rajmond Fülöp, Roberto Gliga, Attila Góga, Endre Kósa, Ede Mihály, Ervin Moldován, Zsolt Molnár, István Nagy, Zoltán Pál, Szabolcs Papp, Levente Péter, Magor Tivadar Petres, Jewhen Pyssarenko, Csanád Virág Trainer: Tom Skinner |

### Auf- und Abstieg
| Absteiger in die Division II:  | Estland, Spanien                 |
| Aufsteiger in die Division I:  | Australien, Rumänien             |
| Absteiger in die Division III: | Nordkorea (Nichtantritt), Irland |
| Aufsteiger in die Division II: | Israel, Südafrika                |

## Division III
In Kapstadt in Südafrika wurde vom 11. bis 17. April 2011 das Turnier der Division III ausgetragen. Spielort war die Halle Grand West Ice Station (2.800 Plätze), die sich in der GrandWest Casino and Entertainment World im Stadtteil Goodwood befindet. Die Mongolei zog ihre Mannschaft aufgrund finanzieller Schwierigkeiten und fehlender Ausrüstung vom Turnier zurück.
| 11. April 2011 13:00 Uhr (Ortszeit) | Türkei | 5:0 (Wertung) | Mongolei | Grand West Ice Station, Kapstadt Zuschauer: – |

| 11. April 2011 16:00 Uhr | Griechenland | 0:20 (0:5, 0:7, 0:8) Spielbericht | Luxemburg | Grand West Ice Station, Kapstadt Zuschauer: 140 |

| 11. April 2011 19:45 Uhr | Südafrika | 5:6 n. V. (2:1, 2:2, 1:2, 0:1) Spielbericht | Israel | Grand West Ice Station, Kapstadt Zuschauer: 851 |

| 12. April 2011 13:00 Uhr | Mongolei | 0:5 (Wertung) | Griechenland | Grand West Ice Station, Kapstadt Zuschauer: – |

| 12. April 2011 16:00 Uhr | Israel | 11:1 (4:0, 4:0, 3:1) Spielbericht | Luxemburg | Grand West Ice Station, Kapstadt Zuschauer: 56 |

| 12. April 2011 19:45 Uhr | Türkei | 1:11 (0:5, 1:3, 0:3) Spielbericht | Südafrika | Grand West Ice Station, Kapstadt Zuschauer: 738 |

| 14. April 2011 13:00 Uhr | Israel | 5:0 (Wertung) | Mongolei | Grand West Ice Station, Kapstadt Zuschauer: – |

| 14. April 2011 16:00 Uhr | Türkei | 16:0 (6:0, 4:0, 6:0) Spielbericht | Griechenland | Grand West Ice Station, Kapstadt Zuschauer: 113 |

| 14. April 2011 19:45 Uhr | Südafrika | 5:2 (1:1, 1:0, 3:1) Spielbericht | Luxemburg | Grand West Ice Station, Kapstadt Zuschauer: 1.014 |

| 15. April 2011 13:00 Uhr | Mongolei | 0:5 (Wertung) | Südafrika | Grand West Ice Station, Kapstadt Zuschauer: – |

| 15. April 2011 16:00 Uhr | Luxemburg | 5:6 (1:1, 1:2, 3:3) Spielbericht | Türkei | Grand West Ice Station, Kapstadt Zuschauer: 87 |

| 15. April 2011 19:45 Uhr | Griechenland | 2:26 (0:6, 0:8, 2:12) Spielbericht | Israel | Grand West Ice Station, Kapstadt Zuschauer: 1.014 |

| 17. April 2011 13:00 Uhr | Luxemburg | 5:0 (Wertung) | Mongolei | Grand West Ice Station, Kapstadt Zuschauer: – |

| 17. April 2011 16:00 Uhr | Israel | 9:1 (3:1, 5:0, 1:0) Spielbericht | Türkei | Grand West Ice Station, Kapstadt Zuschauer: 1.014 |

| 17. April 2011 19:45 Uhr | Südafrika | 17:0 (4:0, 6:0, 7:0) Spielbericht | Griechenland | Grand West Ice Station, Kapstadt Zuschauer: 1.014 |

| Pl. |              | Sp | S | OTS | OTN | N | Tore  | Punkte |
| 1.  | Israel       | 5  | 4 | 1   | 0   | 0 | 57:11 | 14     |
| 2.  | Südafrika    | 5  | 4 | 0   | 1   | 0 | 43:09 | 13     |
| 3.  | Türkei       | 5  | 3 | 0   | 0   | 2 | 29:25 | 9      |
| 4.  | Luxemburg    | 5  | 2 | 0   | 0   | 3 | 33:22 | 6      |
| 5.  | Griechenland | 5  | 1 | 0   | 0   | 4 | 07:79 | 3      |
| 6.  | Mongolei     | 5  | 0 | 0   | 0   | 5 | 00:25 | 0      |

Abkürzungen: Pl. = Platz, Sp = Spiele, S = Siege, OTS = Siege nach Verlängerung (Overtime) oder Penaltyschießen, OTN = Niederlagen nach Verlängerung oder Penaltyschießen, N = Niederlagen

Erläuterungen: Aufsteiger in die Division II

### Division-III-Aufstiegsmannschaften
| Division-III-Aufsteiger Israel    | Boris Amromin, Tal Avneri, Daniel Bochner, Anton Boulakhov, Sean Cooper, Sergei Frenkel, Avishai Geller, Ofir Koren, Yevgeni Kniter, Marek Lebedev, Itzhak Levy, Kai Malachi, Daniel Mazour, Shon Norman, Ran Oz, Eliezer Sherbatov, Vitali Shwarzman, Avihu Sorotzky, Daniel Spivak Trainer: Sergei Belo                           |
| Division-III-Aufsteiger Südafrika | Ian Ashworth, David Berger, Cameron Birrell, Ashley Bock, Damian Cardoso, Luke Carelse, Christopher Engelbrecht, Marc Giot, Jean-Michel Joubert, George Lyon, Deen Magmoed, Andre Marais, Burton Matthews, Gareth Miller, Cai Nebe, Christopher Reeves, Uthman Samaai, Jack Valadas, David Watson, Grant Yates Trainer: Ronald Wood |

### Auf- und Abstieg
| Absteiger in die Division III: | Nordkorea (Nichtantritt), Irland |
| Aufsteiger in die Division II: | Israel, Südafrika                |